# Mythos
Ein Mythos (seltener der Mythus, veraltend die Mythe, Plural Mythen, von altgriechisch μῦθος, „Laut, Wort, Rede, Erzählung, sagenhafte Geschichte, Mär“, lateinisch mythus) ist in seiner ursprünglichen Bedeutung eine Erzählung, die natürliche oder soziale Phänomene erklären oder veranschaulichen soll. Im religiösen Mythos wird das Dasein der Menschen mit der Welt der Götter, Geister und übernatürlichen Kräften verknüpft.
Mythen erheben einen Anspruch auf Geltung der von ihnen behaupteten Wahrheit. Kritik an diesem Autoritäts- und Wahrheitsanspruch gibt es seit der griechischen Aufklärung bei den Vorsokratikern (z. B. Xenophanes um 500 v. Chr.). Für die Sophisten steht der Mythos im Gegensatz zum Logos, welcher durch verstandesgemäße Beweise versucht, die Wahrheit seiner Behauptungen zu begründen.
In einem weiteren Sinn bezeichnet Mythos auch Personen, Dinge oder Ereignisse von hoher symbolischer Bedeutung oder auch einfach nur eine falsche Vorstellung oder Lüge. So wird etwa das Adjektiv „mythisch“ in der Umgangssprache häufig als Synonymbegriff für „märchenhaft-vage, fabulös oder legendär“ verwendet.
Eine bis zum Ende des 19. Jahrhunderts gebräuchliche, heute seltene Verdeutschung ist „die Mythe“ als Singular.
Das Ensemble aller Mythen eines Volkes, einer Kultur, einer Religion wird als Mythologie (von griechisch μυθολογία „Sagendichtung“) bezeichnet. So spricht man z. B. von der Mythologie der Griechen, der Römer, der Germanen.

## Begriffliche Abgrenzung und Merkmale
Im 19. und 20. Jahrhundert finden sich stark voneinander abweichende Definitionen. Die Ansicht, dass es „den“ Mythos als kulturübergreifende sinnstiftende Erzählweise gebe, hatte in der Zeit des Neuhumanismus zahlreiche Anhänger. Die Psychoanalyse oder die anthropologische Schule von Claude Lévi-Strauss führten diese Auffassung ins 20. Jahrhundert fort. Hans Ulrich Gumbrecht hat vor einigen Jahren versucht, das anscheinend Gemeinsame der Mythen auf eine moderne Art der Beobachtung zurückzuführen, die Bedeutung wahrnehmen will und eine auf Präsenz gerichtete Wahrnehmung im Unterschied dazu für mythisch hält.
Anders als verwandte Erzählformen wie Sage, Legende, Fabel oder Märchen gilt ein Mythos (sofern dieser Begriff nicht in seiner Bedeutung als ideologische Falle oder Lügengeschichte verwendet wird) als eine Erzählung, die Identität, übergreifende Erklärungen, Lebenssinn und religiöse Orientierung als eine weitgehend kohärente Art der Welterfahrung vermittelt.
In manchen Mythen deuten die Menschen sich selbst, ihre Gemeinschaft oder das Weltgeschehen in Analogie zu Natur oder kosmischen Kräften. Regelmäßige Abläufe in der Natur und der sozialen Umgebung werden auf göttliche Ursprungsgeschichten zurückgeführt. So merkt André Jolles an, dass alles, was Bestand hat oder haben soll, in seinem Ursprung heiliggesprochen werden muss. Das Zeitverständnis des Mythos ist nicht auf Differenz und Entwicklung, sondern auf Einheit und zyklische Wiederholung ausgerichtet. Jenseits der geschichtlichen Zeit sind Mythen in einem von numinosen Kräften oder Personifikationen beherrschten Raum angesiedelt.
In inhaltlicher Hinsicht werden Mythen manchmal eingeteilt in kosmogonische oder kosmologische Mythen, die die Entstehung und Gestalt der Welt thematisieren, und anthropogene Mythen über die Erschaffung oder Entstehung des Menschen. Ebenso wird oft versucht, eine Unterscheidung zwischen einerseits Ursprungs- und Begründungsmythen zur Erklärung bestimmter Riten, Gebräuche oder Institutionen und andererseits Gründungsmythen über den Ursprung bestimmter Orte oder Städte, historischen Mythen über die Frühzeit eines Stammes oder Volkes sowie eschatologischen Mythen, die sich auf das Ende der Welt beziehen, zu treffen. Solche Abgrenzungen sind bei komplexen Mythensystemen nur schwer möglich. Zu vielen Mythen gibt es Gegenmythen, die den Untergang des Bestehenden oder den Kampf antagonistischer Kräfte versinnbildlichen. Doch denkt der Mythos oft auch Gegensätze als Einheit.
Die stoffwissenschaftliche Mythosforschung versteht den (antiken) Mythos als einen „insgesamt polymorphe[n] und je nach Variante polystrate[n] Erzählstoff mit implizitem Anspruch auf Relevanz für die Deutung und Bewältigung menschlicher Existenz, in dem sich transzendierende Auseinandersetzungen mit Erfahrungsgegenständen solchermaßen verdichten, daß aktive Eingriffe numinoser Mächte eine für die Gesamthandlung wesentliche Rolle spielen.“
Nach einer häufig vorgebrachten Idealvorstellung entstanden „ursprüngliche Mythen“ in schriftlosen Kulturen und wurden durch einen ausgewählten Personenkreis wie Priester, Sänger oder Älteste mündlich weitergegeben. Die Verschriftlichung und anschließende Sammlung und Ordnung in Genealogien oder kanonischen Handbüchern wird verschiedentlich als Anzeichen für ein Nachlassen der traditionellen Wirkungsmacht der Mythen gesehen.
In schriftlosen Religionen spielten mündlich überlieferte Erzählungen eine vergleichbar wichtige Rolle wie die Heiligen Schriften in den Weltreligionen. Sie dienen zum Teil heute noch der Weitergabe und Erhaltung des Glaubens und der damit verbundenen Wertvorstellungen. Ob sich solche Erzählungen mit dem europäischen Begriff Mythos in Übereinstimmung bringen lassen, ist umstritten. Der Ethnologe und Erforscher der Mythen der nord- und südamerikanischen indigenen Völker Franz Boas plädierte bereits 1914 dafür, neben dem Begriff des Mythos die Gattungsbegriffe der Erzähler zu verwenden. Er sah in den Mythen einerseits einen Kulturspiegel der materiellen und geistigen Kultur der von ihm erforschten Völker, andererseits Geschichten (folk tales), die sich über weite Kulturräume hinweg in oft vereinfachter Form verbreiten. Unabhängig von den Abgrenzungsversuchen der Begriffe Mythos und Erzählung mischen sich nach Boas die Elemente beider in kaum trennbarer Weise: Der Mythos betone das ethnisch-partikulare Element, insofern sei er Element einer ethnographischen Autobiographie; die Geschichte könne aber auch wandern. Diese Position vertritt auch Elke Mader, die sowohl alte indianische als auch moderne Mythen untersucht. Hartmut Zinser sieht hingegen zwischen den ethnologischen „Theorien des Mythos“ kaum Gemeinsamkeiten. Heute ist es in der wissenschaftlichen Literatur üblich, eine Präzisierung des Gemeinten voranzustellen, wenn das Wort Mythos verwendet wird.

## Begriffsgeschichte

### Antike
Die Vorstellung von Autorität, höherer Wahrheit und allgemeiner Relevanz war schon in der Antike nicht mehr mit dem Begriff Mythos verbunden. Die schriftliche Sammlung und Fixierung von Mythen bei Hesiod und Homer fällt bereits in ein Spätstadium, in dem die Mythen ihre ursprüngliche Funktion verloren hatten und in ästhetisch-poetisch distanzierter Form überliefert wurden. Die Vermenschlichung der Götter war in Hesiods Theogonie (um 700 v. Chr.) bereits so weit fortgeschritten, dass der Frühaufklärer Xenophanes und auch  Hekataios von Milet Mythen, in denen die Götter lügen, stehlen und betrügen, für moralisch verwerfliche oder lächerliche Erfindungen hielten. Epikur lehnt Göttermythen radikal ab. Seit dem 5. Jahrhundert v. Chr. gab es Versuche der Rechtfertigung insbesondere der homerischen Mythen. Theagenes von Rhegion, der als Begründer der allegorischen Homerinterpretation gilt, und die Stoa betrachten die Göttermythen als Naturallegorien. So erschien ihr Zeus als eine Allegorie des Himmels.
Rationalistische Mythenkritik
Daneben entwickelten sich auch rationalistische Interpretationen des Mythos. Euhemeros führte die Göttermythen darauf zurück, dass Könige als Wohltäter der Menschheit für ihre Verdienste vergöttlicht worden seien, wie dies im hellenistischen und später im römischen Herrscherkult geschah. Auch Palaiphatos führte die griechischen Mythen auf historische Ereignisse und Verhältnisse zurück und verfiel dabei in rationalistische Spekulationen. So sei Europa, die Geliebte des Zeus, nicht von einem Stier entführt worden, sondern von einem Mann namens Ταῦρος (Stier).
Für Poseidonios hingegen, den von den keltischen Druiden faszinierten Begründer einer historischen Mytheninterpretation, bewahren die Mythen das Wissen einer goldenen Vorzeit. Die barbarischen Gesellschaften erschienen den Griechen in dieser Zeit des politischen und gesellschaftlichen Niedergangs als Widerspiegelung ihrer eigenen Vergangenheit.
Mythos als literarische Gattung
Für Platon kann mythos Wahres und Falsches enthalten; Dichter werden dazu aufgefordert, möglichst wahre mythoi zu dichten. Die literarische Gattung des so genannten platonischen Mythos hingegen kann ganz Unterschiedliches umfassen: ein Gleichnis, eine Metapher oder ein Gedankenexperiment. Platon schuf in seinem Dialog Timaios einen Mythos von der Entstehung der Welt (Kosmogonie), von dem wesentliche Aspekte durch den Neuplatonismus bis hin zu Georg Friedrich Creuzer rezipiert wurden.
Aristoteles billigt einem Mythos nur die Möglichkeit einer Annäherung an die Wahrheit zu. Er verstand unter Mythos die Nachahmung von Handlung, also von etwas Bewegtem, im Unterschied zu den statischen Charakteren, die seiner Auffassung nach noch keine Dichtung ausmachen. Mythos wäre also, vom Gehen eines Menschen zu sprechen, statt bloß seinen Gang zu charakterisieren. Aristoteles sah seinen Text als eine Art Gebrauchsanleitung für Dichter. Mythos war für ihn ein Merkmal einer gelungenen Tragödie. Ebenfalls bei Aristoteles findet die Verengung des Begriffs Mythos auf die bis heute gebräuchliche Bedeutung statt, nämlich auf den typischen griechischen Götter- und Heldenmythos.
Im Hellenismus und der römischen Antike wurde der Mythos immer mehr als moralisch-pädagogisches Instrument propagiert und genutzt, so von „Moralpredigern“ wie Dion Chrysostomos.
Olympiodoros der Jüngere († um 565) unterschied zwischen poetischen und philosophischen Mythen. Für ihn waren die poetischen Mythen Homers und Hesiods absurd, moralisch anstößig und ethisch unannehmbar, obwohl er das Christentum ablehnte. Daher suchte er nach der verborgenen allegorischen Wahrheit in der Tiefe der Mythen.

### Mittelalter
Das Christentum betrachtete den Mythos überwiegend als konkurrierende heidnische Theologie; doch aufgrund einer gewissen Toleranz überlebte er als Bildungsgut einiger Geistlicher und Dichter, so bei Dante, bei dem sich Begeisterung und Abwehr mischen, bei Konrad von Würzburg (Trojanerkrieg, vor 1287) und in den Carmina Burana. Allerdings stand die christliche Religion vor der Aufgabe, die griechisch-römische Mythologie und insbesondere ihre Götterwelt durch Dämonisierung, Euphemerisierung oder allegorisierende Moralisierung „unschädlich“ zu machen. Damit erfüllten die Mythen ähnliche pädagogische Funktionen wie die christlichen Legenden; der Mythosbegriff wurde nicht mehr benutzt. Die höfische mittelalterliche Welt bediente sich jedoch der antiken „Romane“ zur dynastischen Legitimation und Identitätsbildung. Ein Beispiel für diese sog. Origo gentis stellt der Eneasroman des Heinrich von Veldeke dar.
Snorri Sturluson betrachtete die altnordischen Götterlieder im Licht eines spätheidnisch-christlichen Synkretismus, lieferte aber eine rationalistisch-euhemeristische Erklärung der Vergöttlichung von Freyr und Njörd als angebliche frühere schwedische Könige. Deren Verehrung beruhte offenbar darauf, dass sie ihrem Volk Wohlstand, reiche Ernten und große Viehbestände verschafften, wobei die Gestalten des wohltätigen Königs und des Fruchtbarkeitsgottes verschmolzen.

### Renaissance und Aufklärung
In der Zeit des Renaissance-Humanismus wurde die klassische Mythologie verstärkt rezipiert, ohne dass sie im religiösen Sinne noch ernst genommen wurde. Im Barock wurden sie schließlich zum rein allegorischen Beiwerk allgemein menschlicher Empfindungen. Giambattista Vico war der erste Autor, der sie als ernstzunehmende kulturelle Konstrukte begriff. Für ihn ist der vom Menschen geschaffene Mythos integraler Bestandteil der Kultur. Er sei die „wahre und strenge Geschichte der Sitten bei den ältesten Völkern Griechenlands“.
Die enge Verbindung von Mythos und unabwendbarem Schicksal, die die französische Klassik im 17. Jahrhundert charakterisiert, führte zu einer Emanzipation der antiken Mythen gegenüber den biblischen Erzählungen und zu ihrer teilweisen Rehabilitierung. Das klassische Drama kleidete moderne politische Themen ins Gewand antiker Mythen. Die moderne Dramentheorie geht auf die Theorie der antiken Tragödie und ihre christliche Rezeption zurück: Das tragische Schicksal eines Helden wie Ödipus ist vorbestimmt und unausweichlich. Die christlichen Vorstellungen der Prädestination gehen dagegen von den fortbestehenden Möglichkeiten der Reue und verzeihenden Gnade aus, also von einer grundsätzlichen Freiwilligkeit, bei der Gut und Böse freilich genau definiert sind. In der Betonung der Unausweichlichkeit mythischer Vorgaben, auch in modernen Varianten eines wissenschaftlichen Determinismus, wie er etwa in den Begriffen Archetypus, Ödipuskonflikt, Elektra-Komplex oder Schicksalsanalyse zum Ausdruck kommt, äußert sich eine zur Tradition gewordene Auflehnung gegen christliche Moralvorstellungen. So entwickelten sich die antiken Mythen auch zur Konkurrenz der biblischen Erzählungen und gewannen dadurch eine neue Bedeutung.
Auch zur ethisch-moralischen Erziehung wurden die antiken Stoffe in der Phase der Frühaufklärung verstärkt genutzt. Johann Christoph Gottsched übersetzte Mythos mit „Fabel“ (Versuch einer critischen Dichtkunst vor die Deutschen, 1730). Mythos konnte in dieser Bedeutung sowohl das Grundgerüst einer erzählten Handlung sein als auch die Sittenlehre bezeichnen, die einer Erzählung zugrunde liegt. Die Vorstellung vom Mythos als Sittenlehre hat in der Folge die ältere erzähltechnische Bedeutung verdrängt. Der Machtverlust der Kirchen in jener Zeit forderte in vielen Augen einen Ersatz für biblische Stoffe, die ihrer Autorität beraubt waren. Traditionell übernahmen die antiken Epen und Dramen diese Aufgabe. Die Welt der antiken Mythen schuf einen Freiraum gegenüber konservativen religiösen Vorstellungen (so noch in der Weimarer Klassik).
Die europäische Aufklärung propagierte jedoch die kulturelle Überlegenheit der Moderne gegenüber der Antike. Sie verstand den Mythos als kindliche Vorstufe zum begrifflichen Denken und hielt ihn durch dieses für überwunden. Charles de Brosses wies die Möglichkeit der allegorischen Deutung des Mythos zurück und sah in ihm ein Produkt der Unwissenheit; er erkannte im Fetischismus des Mythos die angebliche Ursprungsform der heidnischen Religionen. Für Giambattista Vico war er nur noch Ausdruck geringer Denkkraft und allzu großer Phantasie. Mit der Herausbildung eines historischen Bewusstseins wurde das mythische Denken als überwundene vor-rationale Form der Weltaneignung angesehen, von dem sich das rationale wissenschaftliche Denken absetzt. Die Aufklärung lehnte die Mythen daher nicht nur als Erfindungen ab, sondern fragte nach ihrer gesellschaftlichen Funktion, während sie ihre Inhalte vernachlässigte.

### Romantik und 19. Jahrhundert
In der Romantik wurde der Mythos wieder nicht als Gegenwelt zum Religiösen, sondern als seine Erneuerung verstanden. Jean Paul betrachtet die mit der Abwertung der Körperwelt verbundene Abwendung von der „Erden-Gegenwart“ hin zur „Himmels-Zukunft“ als den eigentlichen Mythos seiner Zeit und die Quelle aller romantischen Dichtung: Auf der „Brandstätte der Endlichkeit“ erwachsen Engel, Teufel und Heilige und die Sehnsucht nach der Unendlichkeit oder die unendliche Seligkeit. Der sinnlich-heitere griechische Mythos verwandle sich in eine „Dämonologie“ der Körperlichkeit.
Für die meisten Romantiker waren Mythen jedoch verhüllte Weisheiten, die aus einer bildlich denkenden Urzeit stammten. Diese Poetisierung des Mythos mündete zwischen 1800 und 1840 in die Frage nach dem Ursprung der Mythologien der Welt, die die romantischen Dichter umtrieb. Sie griffen neben den griechischen Mythen zunehmend auf mittelalterliche „nordische“, später auch auf die indische Mythologie zurück, die von Friedrich Schlegel als Ausdruck einer von Priestern esoterisch behüteten Urreligion betrachtet wurde, welche Außenstehenden nur symbolisch-mythisch mitgeteilt und sich in den Mysterien der Griechen erhalten habe. Die Mythen fassten die poetischen Elemente der Ursprache zu einer Ansicht des Weltganzen zusammen, bei der auch Naturerscheinungen eine bedeutende Rolle spielten. In Schellings Philosophie ist der Mythos nicht mehr vom Menschen erdacht, sondern der Mensch scheint umgekehrt ein Instrument des Mythos zu sein. Für Schelling und Schlegel ist nicht mehr die Philosophie, sondern die Poetik in Form einer „neuen Mythologie“ die (vor allem ästhetische) „Lehrerin der Menschheit“. Friedrich Creuzer argumentiert antirationalistisch, dass der Mythos nur durch Anschauung und Erfahrung erschlossen werden könne. Er trennt die innere Seite, den theologischen Gehalt, von der äußeren, dem Volk verständlichen Seite.

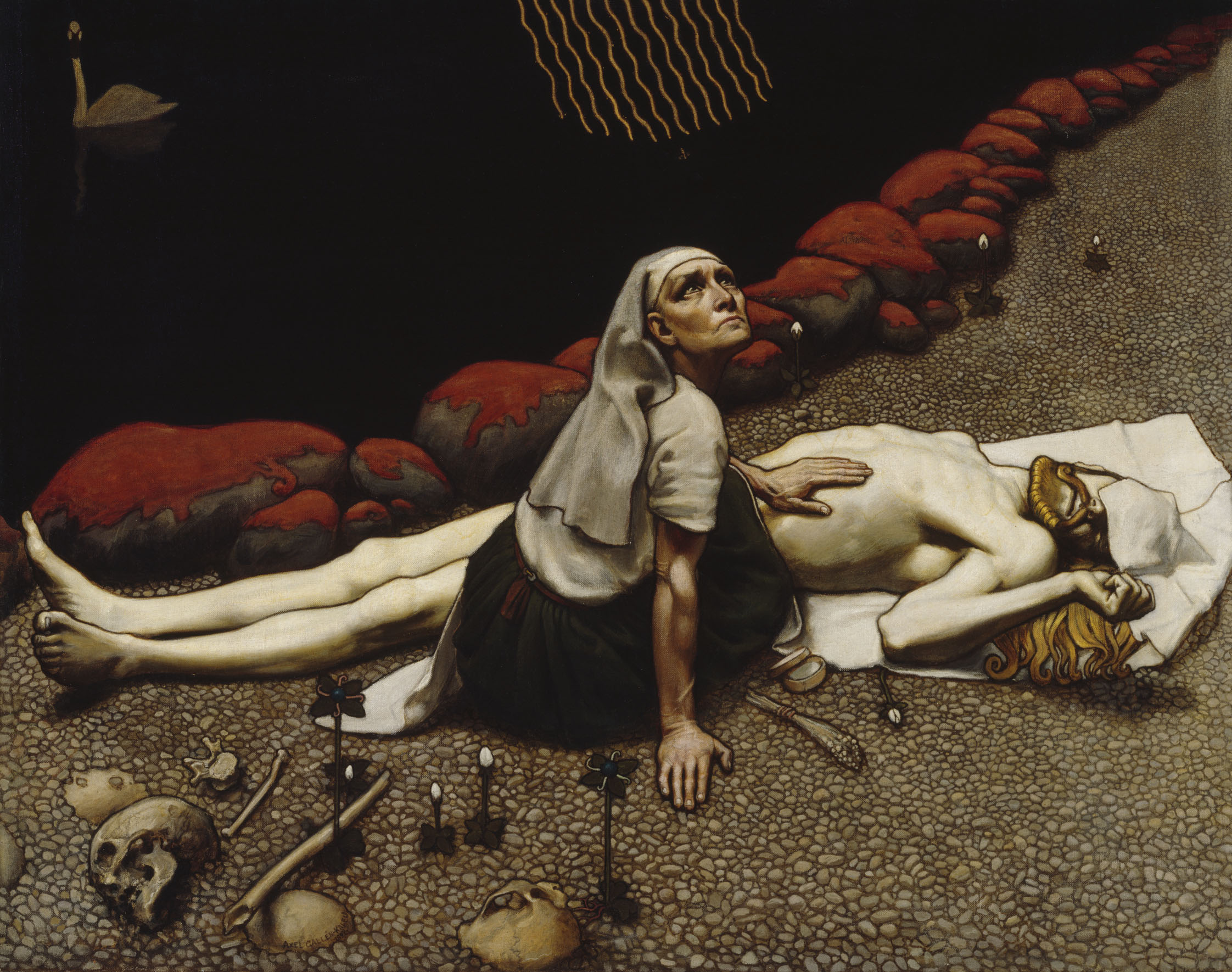
Akseli Gallen-Kallela: Lemminkäinens Mutter fügt die Gliedmaßen ihres Sohnes wieder zusammen (1897). Szene aus dem Kalevala (1835) von Elias Lönnrot, das wichtig für die Entwicklung des finnischen Nationalbewusstseins wurde.

Die verlorene und zugleich beschworene Autorität des Mythos wurde zu einem wesentlichen Thema der Zeit. Vor allem in jungen Nationen wurde die Rekonstruktion und Sammlung nationaler Mythen zum Gegenstand einer nationalromantischen Dichtung (z. B. in Finnland das Kalevala). Dabei scheute man vor Fiktion (z. B. das estnische Kalevipoeg) und Fälschung (im Fall des angeblichen keltischen Ossian-Mythos) nicht zurück. In der angestrengten Suche nach Urmythen zeigt sich die eng begrenzte Wirkung der Aufklärung, die die Mythen als Formen von Priestertrug zu eliminieren suchte.
Für Karl Marx war der Mythos der Versuch, die Naturkräfte in der Einbildung, in Form einer künstlerischen Verarbeitung der Natur, zu gestalten. Er sei eine wichtige historische Quelle der Volksphantasie, werde jedoch mit der fortschreitenden Naturbeherrschung überflüssig.
Darwinistisch beeinflusst war das Mythenverständnis des in Oxford wirkenden Religions- und Sprachwissenschaftlers Friedrich Max Müller. Mythen waren nach Müller ursprünglich vorwissenschaftliche Erzählungen zur Naturerklärung; sie berichteten von Naturphänomenen (z. B. vom Lauf der Sonne) und einmaligen Naturereignissen und erhielten ihre spätere personifizierte Form im Laufe der Jahrtausende durch sprachliche Verzerrung der Überlieferung: Aus dem Sanskrit-Wort dyaús (leuchtender Himmel) seien die Namen des Himmels- und Vatergottes Dyaus Pita, „Himmelsvater“, Zeus Patir (Ζεὺς πατὴρ), Jupiter, Tyr (Ziu) usw. abgeleitet.
Nach Friedrich Nietzsche, der von Müller beeinflusst wurde, ist das Unbehagen in der Kultur der Moderne Ausdruck eines Mythosverlusts. Der Mythos sei eine „Abbreviatur der Erscheinung“ (Die Geburt der Tragödie aus dem Geiste der Musik, 1872). Norbert Bolz stellt fest, dass diese Rhetorik bis heute Tradition hat: „Dem mythenlosen Menschen der Moderne fehlt die Kraft der Abbreviatur, der Horizontbegrenzung, die der Mythos leistet. Der Mythos ist die Matrix des Weltbildes – er stellt ein Bild von der Welt und umstellt die Welt mit Bildern“.
Der Mythos schafft Wissen durch Erzählung im Gegensatz zur wissenschaftlichen Erklärung. Diese von Aristoteles zur Einteilung der Wissenschaften gebrauchte Unterscheidung wird im 19. Jahrhundert von der Romantik als Reaktion auf den Vormarsch der Naturwissenschaften zu einer Rechtfertigung des Erzählens gegenüber dem Erklären, oft verbunden mit einem romantischen Glauben an die Existenz und Relevanz von Volksmärchen oder Volksliedern. Die mündliche Überlieferung von Mythen wurde daher oft als Beleg für gemeinsame Autorschaft und uraltes Einvernehmen eines „Volks“ gesehen.
Im selben historischen Zusammenhang steht die Rechtfertigung des Irrationalen gegenüber dem Rationalen. Als Gegensatz zum Mythos wird oft der Logos begriffen, der dem rationalen Diskurs zugänglich ist. Im Unterschied zur Historie lassen sich die Gegenstände des Mythos nicht nachprüfen und hängen eher mit einem kollektiven Glauben an seine Wirklichkeit oder Wahrheit zusammen. Dem Logos ist heute die wissenschaftliche Geschichtsschreibung zuzuordnen, während sich mit dem Mythos u. a. die Glaubenslehre, die Literaturwissenschaft und die Soziologie befassen.
Mit dem Begriff Mythos wird seit dem 19. Jahrhundert oft die Vorstellung einer wiederholten Bestätigung im Erleben und Erzählen verbunden, die sich einem linearen Zeitbegriff und einem Fortschrittsdenken entgegenstellt. Abgesehen von Schöpfungsmythen behandelt der Mythos nach dieser Auffassung regelhaft wiederkehrende Konstellationen und Konflikte. Goethe verstand den Mythos als „Menschenkunde in höherem Sinne“. Hinsichtlich seiner Wiederholungsstruktur nannte er ihn „die abgespiegelte Wahrheit einer uralten Gegenwart“ (1814). Nietzsche prägte das Wort von der „ewigen Wiederkunft“ (1888). Thomas Mann definierte das Wesen des Mythos als „zeitlose Immer-Gegenwart“ (1928). Er sei „vorbewusst“, „denn Mythos ist Lebensgründung: er ist das zeitlose Schema, die fromme Formel, in die das Leben eingeht, indem es aus dem Unbewussten seine Züge reproduziert“.

### 20. Jahrhundert
Um 1900 verbanden sich romantische und neuhumanistische Vorstellungen mit den Erkenntnissen einer beginnenden wissenschaftlichen Ethnologie und Psychologie. Von Sigmund Freud ging die Vorstellung aus, dass Mythen als Projektionen menschlicher Probleme und Erfahrungen auf übermenschliche Wesen deutbar seien. Oft werde im Mythos das Handeln und Wirken von Göttern in Anlehnung an menschliche Verhältnisse (anthropomorph) dargestellt (Götterfamilien, Göttergeschlechter). Dass mit diesem Begriff des Mythos Eigenschaften der griechischen Mythologie auf Außereuropäisches ausgeweitet werden, trug ihm den Vorwurf des Eurozentrismus ein.
Freuds Interesse am Mythos wurde, mit abweichenden Lehrmeinungen, von C. G. Jung geteilt. Im Gegensatz zu Freud, der den Mythos als eine Sublimierung seelischer Verdrängungsprozesse begreift, sieht Jung im Mythos einen Spiegel eines kollektiven Unbewussten, das sich in zeitlosen, in verschiedenen Kulturen übereinstimmenden Archetypen ausdrückt.
Auch Lucien Lévy-Bruhl stellte der rationalistischen Tradition die Idee von grundsätzlich verschiedenen Arten von Wissen gegenüber, zu denen der Mythos als Kollektivvorstellung gehöre. Er sei Ausdruck der Bindung von Gruppen an ihre Vergangenheit und zugleich ein Mittel, ihre Solidarität zu stärken.
Die Gefährdung von Ordnungen und Werten in der Zeit um die Weltkriege einerseits und ein zunehmender Pluralismus andererseits beförderten den Glauben an eine Universalität mythischer Vorstellungen unabhängig von Kulturen und Weltbildern. Der Literaturwissenschaftler André Jolles hatte mit seinem Buch Einfache Formen (1930) einigen Einfluss auf die Mythentheorie, nicht nur im Vorfeld des Nationalsozialismus. In der Absicht, den Mythos vom Vorurteil des „Primitiven“ zu befreien, stellte er ihn neben die Instanz des Orakels, das gleichfalls wahrsage. Hinzu komme das Moment der Aufforderung: „Neben dem Urteil, das Allgemeingültigkeit schafft, steht die Mythe, die Bündigkeit beschwört.“ Schließlich nimmt Jolles in der Mythe den Sog des Determinismus wahr: „wo Geschehen Notwendigkeit als Freiheit bedeutet, da wird Geschehen Mythe“.

## Aspekte des Mythos in den Wissenschaften
Das 20. Jahrhundert versuchte den Mythos zu rehabilitieren, nicht indem man abstreitet, dass er durch die moderne Wissenschaft ersetzt wird, sondern indem man zeigt, dass er eine ganz andere Funktion hat als die Wissenschaft oder dass er nichts über die physikalische Welt sagt, sondern symbolisch gelesen werden muss. Zumindest letztere Variante lässt eine Reihe von wichtigen Funktionen des Mythos außer Acht, die in der Folge diskutiert werden. Dabei ist es aufgrund der Vielzahl der Theorieansätze nur schwer möglich, klare Entwicklungslinien zu ziehen. Charakteristisch sei für die Mythenforschung gegen Ende des 20. Jahrhunderts eine jeweils „monolaterale“ Auslegung der Funktionen des Mythos, die vergleichende Aspekte vernachlässigt (so der Indologe Michael Witzel).

### Mythos in der Philosophie
Mythos als Weltdeutung wird schon durch die Vorsokratiker in den Gegensatz zur Erkenntnis des Logos gesetzt, wobei die auf Thales von Milet zurückgeführten ersten Anfänge wissenschaftlichen Denkens bereits seit Aristoteles als Anfang der Philosophie überhaupt interpretiert werden. Der Mythos bleibt in der Folge der Dichtung vorbehalten, bis die Kirchenväter sich gegen die griechischen Götter aussprachen, die „so sind, wie nicht einmal Menschen sein dürfen“. Dieser „theologische Absolutismus“ wirkt nach bis hin zu Renaissance und Barock, als in Dichtung und Malerei die Götter längst wieder Einzug gehalten hatten, jedoch philosophisch mittels Allegorese ins christliche Weltbild eingepasst werden konnten.
Erst der Gottesbegriff Spinozas und der Umschlag in die „Suprematie des Subjekts“ durch Bacons Wissenschaftsbegriff und den durch Hobbes und Locke weiter vorangetriebenen Empirismus erlaubten 1725 dem Frühaufklärer Giambattista Vico in seiner „scienza nuova“ den Entwurf einer Geschichtsphilosophie, in der die poetologisch-allegorische Wahrheit der Mythen in der Frühzeit des Menschen durch einen Aufschwung zum rationalen Bewusstsein abgelöst wird, das jedoch die Imagination schwächt und somit wieder zum Abstieg führt, bis eine „neue Wissenschaft“, die Vico in seiner Zeit gekommen sah, den endgültigen Aufstieg sichert.
Mit Beginn der Moderne sieht sich die Theologie dann angesichts des „Massenatheismus“ außerstande, die Legitimation der bestehenden Ordnung gegenüber der sich im revolutionären Umbruch befindlichen Gesellschaft zu sichern. Andererseits kann die mit der Aufklärung zur neuen Richtschnur gewordene empirische Wissenschaft nicht als Religionsersatz dienen, da „ihre Geltungsansprüche grundsätzlich hypothetisch formuliert sind. Hypothesen reichen aber nicht hin zur Legitimation von staatlicher Macht.“ In diesem Umfeld verstärkt sich die Bedeutung von Philosophie, und unter dem neuen Primat der Freiheit sind es schließlich Kants Postulate der praktischen Vernunft, die „Das älteste Systemprogramm des deutschen Idealismus“ – gleichermaßen Hegel wie Schelling zugeschrieben – 1797 aufgreift, um die Forderung nach einer „Neuen Mythologie“ als „Mythologie der Vernunft“ zu formulieren: „Die Philosophie muss mythologisch werden, um die Philosophen sinnlich zu machen“. Der Mythos bleibt in der Folge ein zentrales Thema des Deutschen Idealismus. Schelling bezeichnet noch 1842 im „Prozess der Mythologie“ Mythen als „Erzeugnisse der Substanz des Bewusstseins selbst“ und als grundlegend für das menschliche Bewusstwerden.
Vermittelt durch den Schelling-Schüler Johann Jakob Bachofen wurde, gewissermaßen als Erbe der „Nachtseite der Romantik“ der „nicht-olympische Grund unterhalb der apollinischen Heiterkeit der homerischen Götterwelt“, den Schelling in seinem Spätwerk anspricht, zum Gegenpol der hellenistischen Klassizität, in radikalster Formulierung bei Nietzsche. Bachofen sah noch nach dem erfolgten Übergang vom Mutterrecht zum Patriarchat den Göttervater Zeus unter der Herrschaft der Schicksalsgöttin Moira und setzte in diesem Zusammenhang das Dionysische gegen das Apollinische. Dieser Gegensatz wird 1871 zentrales Thema in Nietzsches Die Geburt der Tragödie aus dem Geiste der Musik. Hier zeigt sich deutlich die latente Sprengkraft der „entsubjektivierenden“ Mythenrezeption Nietzsches: „Trotz Furcht und Mitleid sind wir die Glücklich-Lebendigen, nicht als Individuen, sondern als das eine Lebendige, mit dessen Zeugungslust wir verschmolzen sind.“ Der endgültige Schritt zur „Remythisierung“ als Grundstein der wiedererlangten Geltung des Mythos im 20. Jahrhundert dürfte 1885 durch Nietzsches Also sprach Zarathustra erfolgt sein. Die dort postulierte „ewige Wiederkunft des Gleichen“ ist nicht als metaphysische Aussage zu verstehen, sondern als ein provozierendes Deutungsangebot.

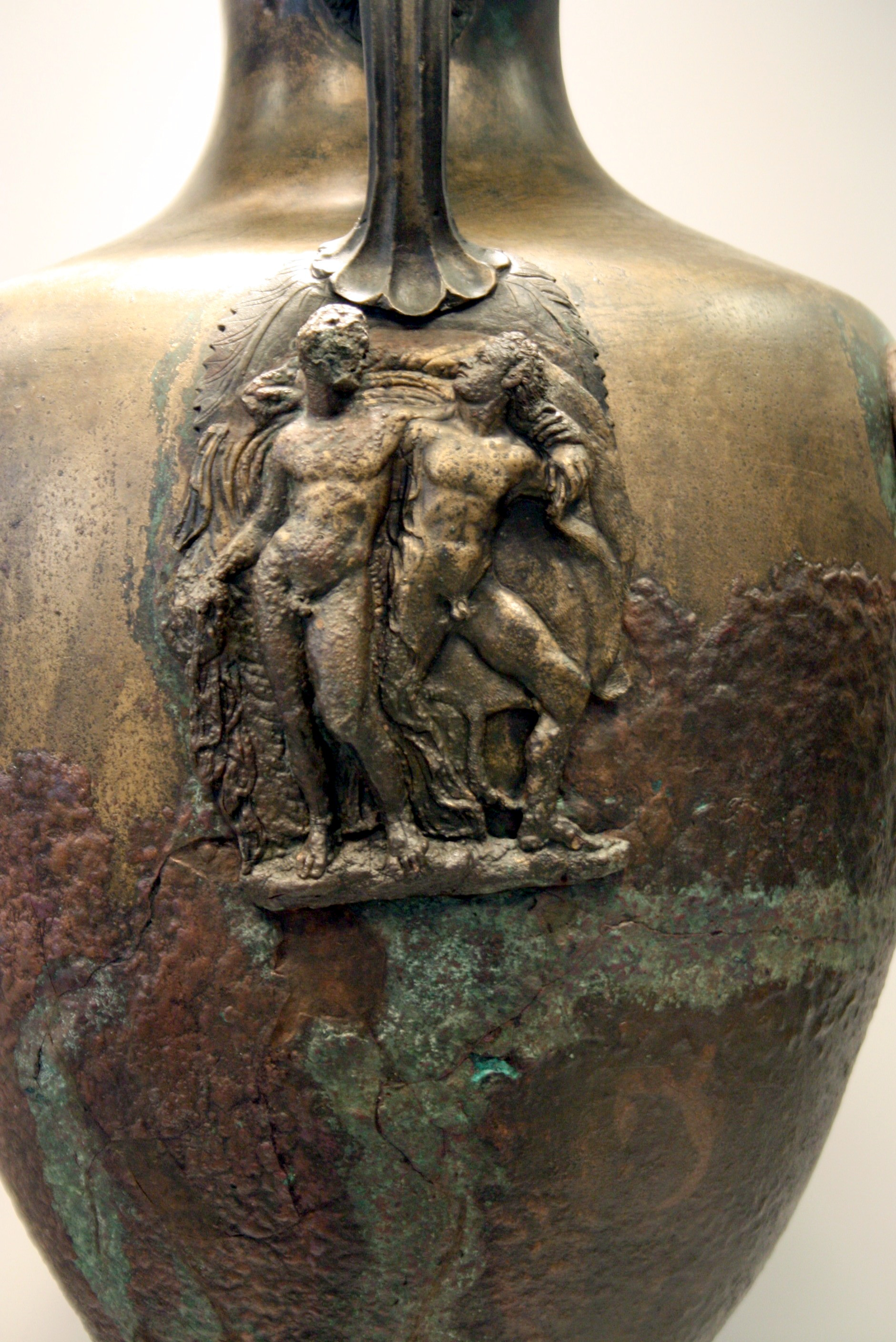
Dionysos mit Satyr (Bronze, 4. Jh. v. Chr., Nationalmuseum Athen)

Die wohl wirkungsmächtigste Tradition der Philosophie der Gegenwart führt von Nietzsche aus weiter über Freud und den französischen Strukturalismus bis zur Postmoderne, wobei die Struktur des Mythos ein zentrales Thema bleibt.
Ernst Cassirer interessiert sich hingegen aus erkenntnistheoretischer Perspektive für die Stellung des Mythos im System der symbolischen Formen. Er charakterisiert den Mythos als eigene „Denkform“ neben Sprache, Kunst und Wissenschaft durch folgende Merkmale: Der Mythos ebenso wie das religiöse Ritual mache keine Unterscheidung zwischen verschiedenen Realitätsstufen (Immanenz/Transzendenz). Er kenne zudem keine Unterscheidung zwischen „Vorgestelltem“ und „wirklicher“ Wahrnehmung (Traum/Wacherlebnis) und keine scharfe Trennung zwischen der Sphäre des Lebens und des Todes. Er kenne keine Kategorie des „Ideellen“, denn alles (auch Krankheit und Schuld) habe „Dingcharakter“. Er betrachte Gleichzeitigkeit oder räumliche Begleitung als „Ursache“ von Ereignissen („post hoc ergo propter hoc“). Mit dieser Beschreibung folgt Cassirer in etwa dem, was Lucien Lévy-Bruhl als prälogisches (pré-logique) Denken bezeichnet. Diese Merkmale des Denkens lassen sich laut Cassirer nicht nur im „echten Mythos“, also der Göttererzählung, sondern auch in anderen Textarten wie in Gebeten und Liedern nachweisen. Einerseits steht für Cassirer der Mythos als symbol- und welterschaffendes Phänomen auf einer Stufe mit der modernen Wissenschaft; gleichzeitig betrachtet er ihn jedoch als ein primitives Phänomen.
Unter dem Eindruck des Nationalsozialismus und nach seiner Flucht in die USA spricht Cassirer von modernen politischen Mythen, die er vollständig in den Bereich der Irrationalität verweist. Damit entfernt er sich weit von Lévy-Bruhls Begriff des prälogischen Denkens (dessen Werk La Mentalité primitive von 1921 wurde dem Zweiten Weltkrieg oft als rassistisch kritisiert, wovor ihn Mary Douglas in Schutz nahm) und folgt Malinowskis funktionalistischer Interpretation des Mythos als eines letzten Mittels der magischen Kontrolle des nicht Kontrollierbaren. Cassirer bezieht dies jedoch nicht auf die Kontrolle der physischen Natur, sondern auf die der Gesellschaft und des Staates. Damit verschwimmt jedoch jeder Unterschied zwischen Mythos und bloßer Ideologie.
Gegenüber solcher Abwertung, die zur Annahme führt, dass der Mythos für den modernen Menschen entbehrlich, ja schädlich ist, sieht Hans Blumenberg in der Tradition Arnold Gehlens den Mythos als eine Form der Verarbeitung existenzieller Grunderfahrungen, die den Menschen überlasten. Das „Narrativ“ des Mythos lehre einen Umgang mit diesen Situationen und stelle somit eine „Entlastungsfunktion“ (Arnold Gehlen) für den Menschen dar. Dabei lasse sich der Mythos nicht in klare, nicht-bildhafte Sprache überführen. Gerade seine Polyvalenz gebe ihm seinen Reichtum und mache seine Interpretierbarkeit und Anwendbarkeit (im Sinne eines Nachvollzugs) in unterschiedlichsten Krisen möglich. Somit ist der Mythos als Weltdeutung des imaginären Denkens die wohl früheste Antwort auf das menschliche Bedürfnis nach Orientierung und Sicherheit angesichts des unveränderbaren „Absolutismus der Wirklichkeit“. Er entspricht der ursprünglichen Struktur menschlichen Denkens: Unbestimmte Angst lähmt, so dass der Mensch bestrebt ist, sie in objektbezogene Furcht umzuwandeln, mit der es sich leichter leben lässt. Dazu erfindet er Namen, Geschichten und Zusammenhänge, die das Unvertraute vertraut machen, das Unerklärliche erklären und das Unbenennbare benennen. „Was durch den Namen identifizierbar geworden ist, wird aus seiner Unvertrautheit durch die Metapher herausgehoben, durch das Erzählen von Geschichten erschlossen in dem, was es mit ihm auf sich hat.“ (Blumenberg) Auf diese Weise wird das Nichtmenschliche „vermenschlicht“ und es entsteht eine verwandtschaftliche Bindung an das „Große Ganze“. Der Mythos ist nicht hinterfragbar, er erzählt, statt zu belegen, er ist „die Beschwörung der Dauerhaftigkeit der Welt im Ritual.“ Dies verweist auf die tiefe Verwurzelung des Mythos im menschlichen Denken zur „Erhaltung des Subjekts durch seine Imagination gegen das unerschlossene Objekt“ im Vergleich zum Traum als „reiner Ohnmacht gegenüber dem Geträumten, völlige(r) Ausschaltung des Subjekts“ und „reine(r) Herrschaft der Wünsche.“
Der französische Schriftsteller und Philosoph Albert Camus stellte 1942 in Der Mythos des Sisyphos die antike Figur des Sisyphos als potenziell selbstbestimmten und daher glücklichen Menschen dar: In der beharrlichen Sinnlosigkeit einer Sisyphusarbeit zeige sich die Freiheit des Menschen eher als in seiner Ergebenheit gegenüber Autoritäten.
Kurt Hübner legt im letzten Kapitel seines Buches Kritik der wissenschaftlichen Vernunft und in seinem Buch Die Wahrheit des Mythos eine systematische und inhaltliche (aber nicht-funktionalistische und nicht-strukturalistische) Deutung des Mythos als einer eigenständigen Wirklichkeitsauffassung vor. Weiter setzt er sich kritisch mit den klassischen und aktuellen Mythosdeutungen sowie mit den Ansprüchen der Naturwissenschaften auseinander. In Abgrenzung zur naturwissenschaftlichen Ontologie versucht er die Frage nach der Rationalität und Wahrheit des Mythos zu klären.

### Mythos im Strukturalismus und Poststrukturalismus
Dass Mythen keine „primitiven“ Formen der Sinnbildung sind, sondern ausgefeilte Techniken, mit deren Hilfe eine Analogie zwischen Natur- und Sozialordnung begründet, stabilisiert und Sicherheit gestiftet werden kann, wird seit den Arbeiten von Claude Lévi-Strauss allgemein anerkannt. Sie haben eine epistemische (das Wissens- bzw. Glaubenssystem systematisch ordnende), soziale und anthropologische Funktion.
1949 erschienen Lévi-Strauss’ Elementare Strukturen der Verwandtschaft, 1962 Das Ende des Totemismus und 1964–1971 das vierbändige Hauptwerk Das Rohe und das Gekochte. Mythos ist hier (wie für Edward Tylor, siehe unten) eine grundlegende protologische Struktur menschlichen Denkens in allen Kulturen: Im Verlauf eines Mythos kann alles geschehen, er weist keine Kontinuität auf. Dennoch kann das „wilde Denken“ wie alles Denken in Gegensatzpaaren geordnet werden, die nicht aus einer unbegrenzten Imagination heraus entstehen, sondern durch Beobachtung und Hypothesenbildung gewonnen wurden. Darin sind sie den Systematiken der modernen Welt ähnlich. Außerdem bieten diese Gegensatzpaare (wie das Rohe und das Gekochte, Exogamie und Inzest, wilde und gezähmte Tiere, Himmel und Erde, Über- und Unterbewertung der Blutsverwandtschaft durch Inzest und Vatermord usw.) eine Reihe von Lösungen für den Widerspruch, dass sich der Mensch einerseits als Teil der Natur und gleichzeitig als kulturelles Wesen erfährt.
Dabei wird die Diachronie, die chronologische Anordnung der Handlung, in der Synchronie der Gegensatzpaare aufgehoben: „Man wird nicht zögern, Freud nach Sophokles zu unseren Quellen des Ödipusmythos zu zählen. Ihre Versionen verdienen dieselbe Glaubwürdigkeit wie andere, ältere und dem Anschein nach „authentischere“. […] Da ein Mythos aus der Gesamtheit seiner Varianten besteht, muss die Strukturanalyse sie alle mit dem gleichen Ernst betrachten“. Kein Element des Mythos und keine Gruppe von Elementen hat für sich eine Bedeutung, weder eine wörtliche noch eine symbolische; sie gewinnen ihre Bedeutung erst aus der Beziehung auf andere Elemente bzw. Gruppen. Das Gleiche gilt für einzelne Mythen wie auch für das Verhältnis von Mythos und Ritual. Darin besteht die Anleihe bei der modernen strukturalistischen Semiologie, was Lévi-Strauss den Vorwurf eingetragen hat, die Mythen aus ihrem Zusammenhang gerissen zu haben.
Das dem Mythos immanente „wilde Denken“ (Lévi-Strauss) ist ebenso stringent wie das moderne Denken; es unterscheidet sich davon dadurch, dass es der Sphäre der konkreten Wahrnehmung angepasst ist, während das abstrakt-wissenschaftliche Denken davon abgehoben ist. Das wilde Denken ist „die Übersetzung eines unbewussten Erfassens der Wahrheit des Determinismus.“ Der Interpretation bietet sich derart „ein Schema, das dauernde Wirkung besitzt“. Damit betont Lévi-Strauss wie Tylor die kognitionssteuernde Rolle der Mythen; die emotionalen Funktionen des Mythos, etwa seine Fähigkeit, existenzielle Ängste zu verarbeiten, treten in den Hintergrund. Die Handlung und damit die narrative Deutung seien gegenüber der Ordnung stiftenden kognitiven Struktur zweitrangig; die Syntax des Mythos ist sozusagen wichtiger als seine Semantik.
Als Lösung des Widerspruchs von Gegensatzpaaren im Mythos sieht der belgische Kulturanthropologe und Lévi-Strauss-Schüler Marcel Detienne, ein Mitbegründer der École de Paris, den in vielen (v. a. griechischen) Mythen erscheinenden Kompromiss zwischen den Extremen an. Solche Extreme bzw. Kompromisse auf den verschiedenen Ebenen des Mythos sind miteinander assoziiert. Während auf der Ebene der Ernährung das rohe Fleisch und der Salat das eine und die Gewürze das andere Extrem bilden, vermittele das gebratene Fleisch und das Getreide zwischen diesen Extremen. Auf einer anderen Ebene entspreche das dem Menschen, der zwischen dem Tierreich und den Geistwesen stehe. Diese wiederum werde mit den sonnengereiften Gewürzen assoziiert, während rohes Fleisch mit Kälte und dem Winter verbunden sei. Salat und rohes Fleisch stehen für Enthaltsamkeit, Gewürze symbolisieren sexuelle Ausschweifungen und Promiskuität. Dazwischen stehe die Ehe, die durch Getreideanbau und gebratenes Fleisch repräsentiert werde. Die Verteilung der Opfergaben sei dazu analog: So gehen die Gewürze an die Götter, ihr Rauch steigt zum Himmel empor.

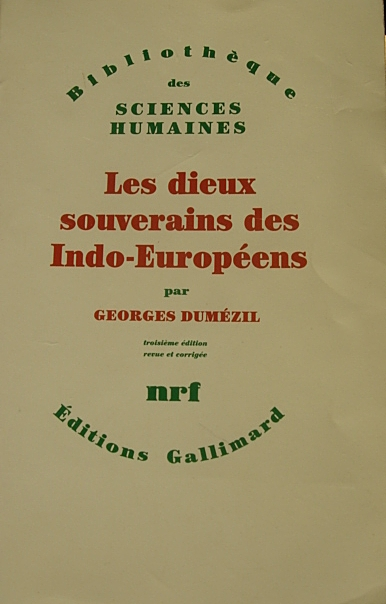
Georges Dumézil: Les dieux souverains des Indo-Européens (1938)

Auch Georges Dumézil behandelt Mythen nicht in historischer Perspektive, sondern ist am Strukturvergleich interessiert. Er versucht Strukturen unter der Oberfläche der Mythen der altindoeuropäischen Völker nachzuweisen, die anders als bei Lévy-Strauss keine Ordnung des Denkens in Gegensatzpaaren, sondern in drei Klassen aufweisen, welche die Mythen, das Pantheon und die gesamte sakrale Lebensordnung strukturieren. Diese sog. „trifunktionelle Ideologie“ bildet seit mindestens 1500 v. Chr. die drei Hauptklassen oder Kasten der indoeuropäischen Völker ab: Priester (Herrschaft), Krieger und Bauern (Wachstum) und findet sich auch im Götterhimmel. Ihre Entdeckung wurde wichtig für die Entwicklung der vergleichenden Religionswissenschaft. Die Götter haben nach Dumézil einerseits eine magische, andererseits eine richtende Funktion. Die Identität zweier Götter ergibt sich aus ihrer analogen Funktion im jeweiligen Pantheon. Allerdings passt die Dreiteilung z. B. nicht zur nordischen Mythologie, die keine Priester, dafür aber Sklaven kennt. Witzel hält die von Dumézil untersuchten Mythensysteme für den Versuch, im Prozess der Bildung von frühen Staatsgebilden die unteren Klassen und Kasten vom mythischen Privileg göttlicher Abstammung auszuschließen. Während die Klassen der Arya ihre Abstammung auf die Sonne zurückführten, wird die untere Klasse im Sanskrit als अमानुष (amānuṣa), nicht menschlich oder un-menschlich bezeichnet.
Andere strukturelle Klassifikationsansätze stammen von Mislav Ježic und Franciscus Bernardus Jacobus Kuiper. Das in der Mythenforschung vorherrschende gedankliche Vorbild ist das der stammbaumartigen Klassifizierung der indoeuropäischen Sprachen, die die Rekonstruktion einer hypothetischen Ursprache erlauben soll. Bruce Lincoln kehrt das Modell um und analysiert die Verzweigungen der ursprünglichen indoeuropäischen Mythen (z. B. des Narrativs vom Brüderpaar *Manu – ein Priester, der strukturell Odin oder Romulus entspricht – und *Yemo – Ymir oder Remus, ein König, wobei der Viehraub eine zentrale Rolle spielt). Diese Mythenadaptionen interpretiert Lincoln in der Tradition Antonio Gramscis als autoritative (ermächtigende) Narrative, durch welche die Klassengrenzen wie in Dumézils System gezogen werden.
Michael Witzel untersucht die Mythen vieler Völker aus sprachwissenschaftlicher Sicht und in vergleichender sowie historischer Perspektive. Er erweitert das strukturell-genetische Modell der Indogermanistik durch den Strukturvergleich mit Mythen aus sämtlichen anderen Sprachgroßräumen und bezieht historische Aspekte in die vergleichende Analyse ein. Dabei kritisiert er das Mythenverständnis von Robert Bellah, der in seiner Unterscheidung der Stadien religiöser Entwicklung ein primitives vorneolithisches Stadium postuliert, in dem physische Phänomene direkt durch mythische Figuren repräsentiert werden, die untereinander unverbunden sind und einzeln verehrt werden, und ein zweites archaisches Stadium mit Vorstellungen einer systematischen göttlichen Ordnung, die sich in Mythensystemen ausdrückt. Auf dieses folgt nach Bellah wiederum das Stadium der historischen Religionen. Doch nur weil es keine archäologischen Hinweise auf komplexe spätpaläolithische Mythen gebe oder weil die Existenz von Abbildungen schamanistischer Aktivitäten auf frühen Höhlenmalereien vereinzelt bestritten werde, könne nach Witzel deren Existenz zufolge nicht ausgeschlossen werden. Aus der Tatsache, dass einfache Jägerkulturen kaum archäologische Spuren hinterlassen, dürfe nicht der Schluss gezogen werden, dass sich in der Zeit von 50.000 bis 20.000 v. Chr. keine Evolution komplexer Mythen vollzogen habe. Komplexe syntaktisch gegliederte Sprache gebe es immerhin seit 40.000 bis 50.000 Jahren, so dass orale Traditionen seit dieser Zeit verbal weitergegeben werden konnten. Er datiert den Ursprung strukturierter Mythen auf die Zeit der spätpaläolithischen Felsmalerei und billigt ihnen gerade in strukturierter Form (als story-line) eine große Stabilität bei ihrer Überlieferung zu.
Die bleibende und aktuelle Gültigkeit der Struktur des Mythos ist Thema der Semiologie, etwa in Roland Barthes Mythen des Alltags, wobei dieser sich extrem kritisch zur „Lesbarkeit“ des Mythos äußert: „Der Verbraucher des Mythos fasst die Bedeutung als ein System von Fakten auf. Der Mythos wird als ein Faktensystem gelesen, während er doch nur ein semiologisches System darstellt.“
Kritisch ist die Stellung der Postmoderne zum Mythos als Welterklärungsmodell, wie schon am Titel des Anti-Ödipus von Deleuze/Guattari ersichtlich. Im Vorwort zum zweiten Band Mille Plateaux heißt es zu Nietzsche: „Nietzsches Aphorismen brechen die lineare Einheit des Wissens nur auf, um im gleichen Zuge auf die zyklische Einheit der ewigen Wiederkehr zu verweisen, die im Denken als Nichtgewusstes anwesend ist.“
Für die meisten Poststrukturalisten und Linguisten (wie schon für Albert Camus) sind Mythen also autonome Texte, die von jeder rituellen Praxis getrennt sind und über deren Ursprung und Zweck zu spekulieren sich verbietet.

### Mythos in der Psychologie
Bereits in der Antike gab es Bestrebungen, die im Mythos dargestellten Geschehnisse als Sinnbilder der menschlichen Psyche zu deuten. So legte beispielsweise Lukrez in seinem Lehrgedicht de rerum natura eine solche Interpretation vor. Darin versuchte er, die berühmten Qualen von Tantalos, Tityos und Sisyphos aus seinem naturalistisch-rationalen Weltbild heraus zu erklären. Demnach steht die Angst, die Tantalos vor dem über seinem Kopf schwebenden Stein hat, für die ständige Furcht vor den strafenden Göttern. Tityos verspürt keine Schmerzen, weil ihm Adler die ständig nachwachsende Leber aus dem Leib reißen, sondern weil er sich in Liebessehnsucht verzehrt. Sisyphos ist das Sinnbild des rastlos strebenden Menschen, der sich nie mit dem Erreichten begnügt und niemals zur Ruhe kommt.
Für die Völkerpsychologie und Apperzeptionstheorie der zweiten Hälfte des 19. Jahrhunderts und der Jahrhundertwende war der Mythos die Anschauungs- und Denkweise des „primitiven“ Menschen, für den jede Anschauung zum Symbol werde (Wilhelm Wundt, Heymann Steinthal, Eduard Meyer); mit Religion habe er nichts zu tun. Auch für Wilhelm Dilthey war der Mythos keine Religion, sondern ein Stadium der intellektuellen Entwicklung.
Von Adolf Bastian, dem Gründungsdirektor des Museums für Völkerkunde in Berlin, stammt die Idee des „Elementargedankens“, also von Urmythen, die an weit auseinanderliegenden Orten der Welt aufgetreten sind, so dass sie offenbar nicht durch Diffusion verbreitet wurden. Er erklärte dieses Phänomen durch die Homogenität der menschlichen Psyche und bereitete damit das Archetypenkonzept C. G. Jungs vor, obwohl er gleichzeitig an die Theorien Tylors anschloss.
Sigmund Freud sprach bereits 1896 von „endopsychischen Mythen“, auf denen er eine „Metapsychologie“ als „Orientierung für das Konstrukt der inneren Dramaturgie“ aufbaut (wobei er hier erstmals Ödipus erwähnt), verwarf diese These aber wieder, da sie in letzter Konsequenz zurück zu den „eingeboren Ideen“ Platons geführt hätte. In der „Traumdeutung“ von 1899 unterschied er zwischen der manifesten (wörtlichen) und der latenten (symbolischen) Bedeutungsebene von (Traum-)Mythen. Auf der manifesten Ebene scheitert beispielsweise Ödipus beim Versuch, dem ihm vorhergesagten Schicksal zu entgehen. Auf der latenten Ebene ist er erfolgreich bei der Befriedigung seiner geheimen Wünsche. Auf einer noch tieferen Ebene lässt sich der (männliche neurotische) Leser bzw. der Träumende vom Mythos fesseln und wird erneut zu dessen Urheber, indem er Befriedigung für seine verdrängten Wünsche findet, indem er sie symbolisch ausagiert. Mythen sind nur öffentlich gemachte Träume. In seinem Spätwerk definierte Freud 1937 den Mythos freilich als „Latenz vorgeschichtlicher Menschheitserfahrung“.
An die frühen Arbeiten Freuds schloss Otto Rank an, der Träume ebenfalls als symbolische Befriedigung verdrängter Wünsche ansah, aber darüber hinaus eine differenzierte Handlungsstruktur des Heldenmythos – vor allem in der ersten Lebenshälfte bis zur Etablierung des eigenen Ich – in Form einer „Durchschnittssage“ anhand von 30 Mythen herausarbeitete. Schon Geburt (als erste Erfahrung von Todesangst, die im späteren Werk Ranks sogar in den Vordergrund tritt) und Überleben galten ihm als Heldentaten. Auf der wörtlichen Ebene ist Ödipus unschuldiges Opfer, auf der symbolischen Ebene ist er Held, weil er es wagt, seinen Vater zu töten.
Carl Gustav Jung beschrieb Mythen als Ausdruck von Archetypen, also tief im Unbewussten verankerten, aber nicht individuellen, sondern quasi kollektiv ererbten menschlichen Vorstellungs- und Handlungsmustern, die überall erscheinen können – im Traum, in der Vision, im Märchen. Im Unterschied zu den unbewussten Archetypen sind Mythen nach Jung jedoch bewusste („sekundäre“) Elaborationen dieser Archetypen. Besonders die Göttermythen – die Götter symbolisieren die Archetypen der Eltern – spiegeln leicht erkennbar das Handeln und Wirken von Menschen wider; schon ihre daher anthropomorph genannte Darstellung erfolgt meist analog zu menschlichen Gegebenheiten oder Erfahrungen, die nur in die Götterwelt projiziert werden (z. B. Götterfamilien, -geschlechterfolgen, Ehezwiste, Trug und List der Götter in der Griechischen Mythologie). Archetypen und Mythen können über längere Zeit verlorengehen oder verdrängt werden, wie z. B. der Mythos der Muttergottheit im Christentum, der allerdings in Form der Verehrung der Maria wieder auftaucht (sog. Atavismus).
Für C. G. Jung barg der Mythos immer auch Gefahren: So führe die starke Identifikation mit den Archetypen wie die des puer aeternus (ewiger Jüngling) mit dem Archetypus der Großen Mutter (im Unterschied zu Freud und Rank nicht mit der konkreten Mutter oder einer Ersatzfigur) im Erwachsenenalter zu einem Leben als ewiger psychischer Säugling. Der Archetypus als solcher ist zwar eine zu akzeptierende Realität, aber der konkrete puer aeternus gibt sein Ich zugunsten des Unbewussten auf; er strebt die Rückkehr in den vorgeburtlichen Zustand der mystischen Einheit an.
Der Antagonismus zwischen Mythos und Aufklärung wurde von den Vertretern des Archetypenkonzepts letztlich zu Gunsten des Mythos gedeutet: Der Mythos wird als rituelle Wiederholung von Urereignissen betrachtet, als erzählerische Aufarbeitung menschlicher Urängste und -hoffnungen. In dieser Funktion habe er einen unaufholbaren Vorsprung gegenüber Begriffssystemen. Mythen können nach dieser Auffassung als bildhafte Weltauslegungen und Lebensdeutungen in Erzählform allgemeine Wahrheiten enthalten und sich als unzerstörbar erweisen.
Dafür stehen Ideen des Altphilologen und Religionswissenschaftlers Karl Kerényi, der sich mit der griechischen Mythologie beschäftigte. Von C. G. Jung beeinflusst, sprach Kerényi von der Psychologie als Individualmythologie und von der Mythologie als Kollektivpsychologie. Die etymologische Definition der mythologia als das Erzählen (legein) von Geschichten (mythoi) verweist Kerényi zufolge erst auf den zweiten Blick auf einen „Grundtext“, den der Mythos beständig variiert. „Erzählen ist in der Mythologie schon Begründen“. Der Mythos sei zeitlos, „seit jeher war er ungetrennt beides; Gegenwärtiges und Vergangenes. Diese Paradoxie des Gleichzeitigen und Vergangen war im Mythos immer schon da“.

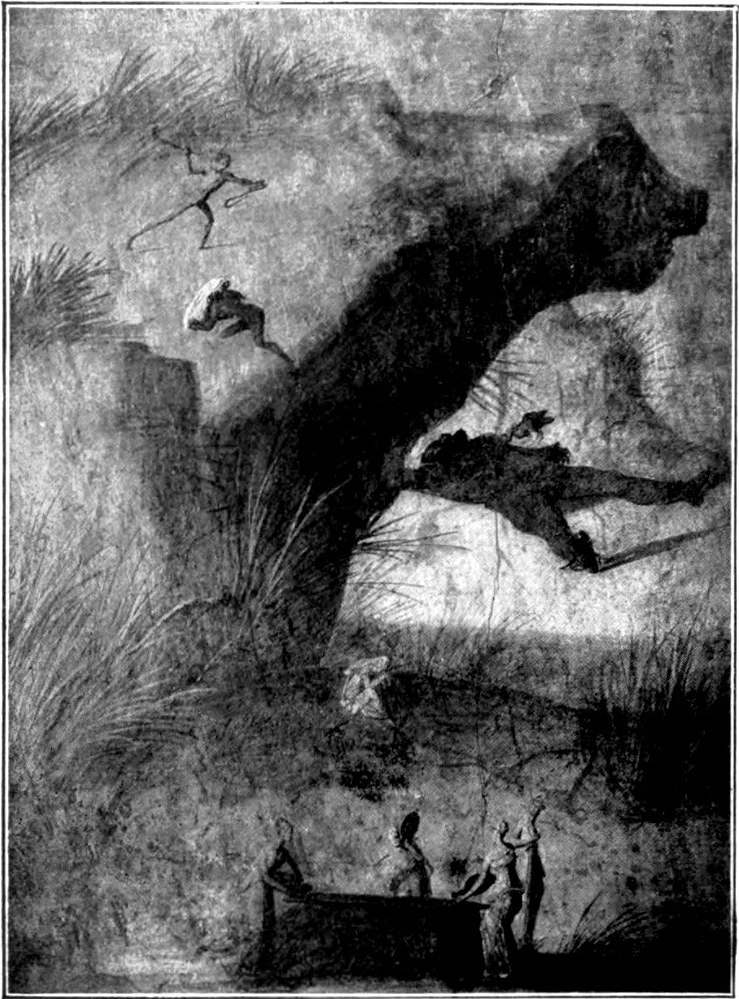
Station der Heldenreise: Odysseus im Schattenreich. Odyssee, 11. Gesang (Römisches Fresko)

Der Sprachwissenschaftler und Mythologe Joseph Campbell, Schüler des Indologen Heinrich Zimmer, gilt als einer der Begründer der vergleichenden Mythenforschung. Er untersuchte in seinem Buch „Der Heros in tausend Gestalten“ (1949) anders als Rank, der das Kindheits- und Jugendalter betrachtete, die Mythen der zweiten Lebensphase: die Heldenreise als Aufbruch in eine neue (übernatürliche oder Götter-)Welt und Bestehen von Abenteuern. Für ihn drücken Mythen ganz normale Entwicklungsaspekte der Persönlichkeit aus. Seine Mythenleser leben die Abenteuer nur im Geist aus; die Mythen verschmelzen mit der Alltagswelt, in welche die Heldinnen und Helden jedoch stets zurückkehren. Campbell betonte die lokalen Anpassungsformen und Beschränkungen universeller Elementarmythen, die seit der Zeit der frühen Hochkulturen aus Gründen der Herrschaftslegitimation und sozialen Integration erfolgt seien. Diese Einvernahme von Mythen habe mit dem Zweiten Weltkrieg ihren Höhepunkt erreicht. Als spezifische Anpassungsform des Mythos an die amerikanische Gesellschaft identifizierte er den Monomythos des lone rider, der gegen das Böse kämpft.
Film und Fernsehen sind die Orte, in denen die Mythen heute weiterentwickelt werden. Besonders das Kino ist geeignet, Mythen zu pflegen, da es vorzugsweise mit starken Stars (bzw. Star-Paaren) und wenig komplexen Erzählmustern arbeitet. Es kommt der Bildlastigkeit des Mythos näher als es die Literatur vermag. Insbesondere der Hollywood-Film setzt auf Stars statt auf das Narrativ und damit auf psychologische Universalien statt auf Kulturalismen. Dabei kommt es jedoch zu psychologisch bedeutsamen kulturspezifischen Überformungen und Fortentwicklungen der zitierten oder neu kreierten Mythen. So wurde die Rolle der Frau im zunehmend mysogynen amerikanischen Film zeitweise verdrängt durch das unzertrennliche männliche Paar (male bondage), dessen einer Partner häufig ein „edler Wilder“ (Schwarzer, Indigener oder Polynesier, wie die Figur des Queequeg im Roman Moby Dick) war. Den homoerotischen Subtext dieser Entwicklung auch in der Literatur (so bei James Fenimore Cooper, Mark Twain und Herman Melville) hatte schon der Literaturwissenschaftler Leslie Fiedler aufgedeckt, der die amerikanische Literatur für pathologisch vom Tode besessen hielt.
Der amerikanische Ethnologe Alan Dundes betrachtet den Mythos aus tiefenpsychologischer Sicht als Wunschsystem. Dundes arbeitete die vielen unbewussten Wünsche und Utopien heraus, die sich in (teils auch kulturspezifischen) Mythen und Märchen konzentrieren, ließ allerdings offen, welche Rolle der Mythos bei der gesellschaftlichen Kanalisierung dieser Wünsche spielt. In der Tradition Mircea Eliades stehend, maß er dem Mythos im Unterschied zu Märchen (folktales) jedoch eine sakrale Bedeutung bei. In ihnen manifestiere sich das Übernatürliche.
Donald Winnicott, ein Vertreter der britischen Schule der Objektbeziehungstheorie, sah im Mythos einen Zwischenbereich des Erlebens, der den Menschen von der anstrengenden Aufgabe entlastet, dauerhaft die innere und äußere Realität zueinander in Beziehung zu setzen. Der Mythos sei die Fortsetzung des kindlichen Spiels im Übergang zur Erwachsenenwelt; er schaffe wie Kunst und Religion eine eigene Welt von Bedeutung und Sicherheit in der äußeren Welt.
Für Jacques Lacan, der auf Lévi-Strauss’ Strukturalismus aufbaut, sind Mythen und Rituale für das Individuum notwendig, um die Widersprüche einer ökonomischen und sozialen Realität zu verschleiern, die es nicht umfassend symbolisch repräsentieren kann. Das individuelle Subjekt produziert über alle diese Widersprüche hinweg ein phantasmatisches Szenario, in dem es sich in stilisierter Form „zeremoniell“ in Szene setzt.
Heute sehen die meisten modernen Vertreter der Tiefenpsychologie die Rolle des Mythos als positiv für die normale Ich-Entwicklung an. Er schaffe nicht nur symbolische Befriedigung für die Verdränger und Neurotiker und unterstütze nicht die Weltflucht wie der Traum, sondern lehre als kollektiv geteilte Erfahrung den bewussten Verzicht, die Sublimierung und die Auseinandersetzung mit der Realität. Darin unterscheide sich der Mythos grundsätzlich vom Traum – so der Psychoanalytiker Jacob Arlow –, aber auch vom Märchen, das im Unterschied zu den Helden des Mythos eine sanftere, alltagstauglichere Sozialisationsinstanz sei – so Bruno Bettelheim.
In jüngster Zeit beschäftigt sich ein Wissenschaftsdialog zwischen Neurobiologie, Anthropologie und Religionspsychologie mit Mythen, z. B. mit der Frage, warum Menschen immer wieder mit teleologischen Modellen operieren, die bei einer intentionalen Instanz enden.

### Mythos und Ritual in der angelsächsischen Sozial- und Kulturanthropologie
Die britische Schule der Sozialanthropologie, die teils auf Vorarbeiten von Altphilologen und protestantischen Bibelforschern aufbaute, untersuchte vor allem das Verhältnis von Mythos und Ritual, wobei sie in ihrer frühen Phase kaum eigene Feldforschung durchführen konnte, sondern sich auf Berichte von Forschungsreisenden usw. verlassen musste. Kennzeichnend der breite interdisziplinäre Ansatz der Myth and Ritual School, der ethnologische, soziologische, altertums- und religionswissenschaftliche, orientalistische, psychologische, evolutionstheoretische und philologische Aspekte einschloss. Diese Studien wurden von der von Franz Boas begründeten amerikanischen Schule der Kulturanthropologie fortgeführt, wobei Boas im Gegensatz zu evolutionistischen Ansätzen und weltumspannenden Verbreitungsstudien von Mythen, wie sie zu seiner Zeit Mode waren, die Aufmerksamkeit auf die spezifischen und kulturellen Gegebenheiten einer Region lenkte, aber die Tatsache der weiteren Verbreitung der Mythen als Erzählungen durchaus anerkannte.
Für Edward Burnett Tylor handelte es sich bei Mythos (der von ihm dem Bereich der Religion zugerechnet wird) um eine Art prälogischer Proto-Science, die zum Ritual im selben Verhältnis steht wie die Wissenschaft zur Technik: Rituale werden nach Tyler aufgrund von Mythen entwickelt und dienen (dem Versuch) der Naturbeherrschung oder -kontrolle. Aufgrund der Regelmäßigkeit der Rituale kann man den Mythos quasi als ein Gesetz zur entsprechenden Handlung verstehen; es handele sich beim Ritual sozusagen um einen angewandten Mythos (sog. ritual-from-myth approach). Mythen werden nicht mehr benötigt, sobald sich moderne Religionen oder Ideologien auf eine entwickelte Ethik und Metaphysik gründen. Auch für James George Frazer stand am Anfang das „Wort“ des Mythos, wobei dem Ritual die Bedeutung der dramatischen Darstellung des Erzählten zufiel.
Für den schottischen presbyterianischen, anti-katholisch (und damit anti-rituell) eingestellten Arabisten William Robertson Smith waren Mythen demgegenüber nur dogmatische Erklärungen für religiöse Rituale, deren Ursache nicht (mehr) verstanden werden. So begleiten die alten Völker den Kreislauf der Vegetation durch Rituale. Von den altorientalischen Vegetationskulten blieb bei den Griechen nur noch der Adonis-Mythos lebendig (sog. myth-from-ritual approach). Die frühen Religionen waren für Robertson Smith im Kern Ansammlungen von Ritualen, nicht von Vorstellungen oder Erzählungen, die später daraus entstanden sind. Ähnlich postulierte der Literaturtheoretiker Stanley Edgar Hyman (1919–1970), dass das (prälogische) Ritual älter sei als der Mythos, der sich nachträglich als (logisch-)„ätiologische Erzählung“ zur Erklärung von Naturphänomenen verselbstständigt habe.
Für die Vertreter dieses Ansatzes wirkt das Ritual also ex opere operato, d. h. durch seinen bloßen Vollzug wird Heil bewirkt, ohne dass dabei die Erzählung erinnert werden muss – eine Vorstellung, die auch im Christentum noch nachwirkt. Allerdings bleiben dabei die Fragen nach der Entstehung und dem zähen Überleben von Ritualen unbeantwortet.

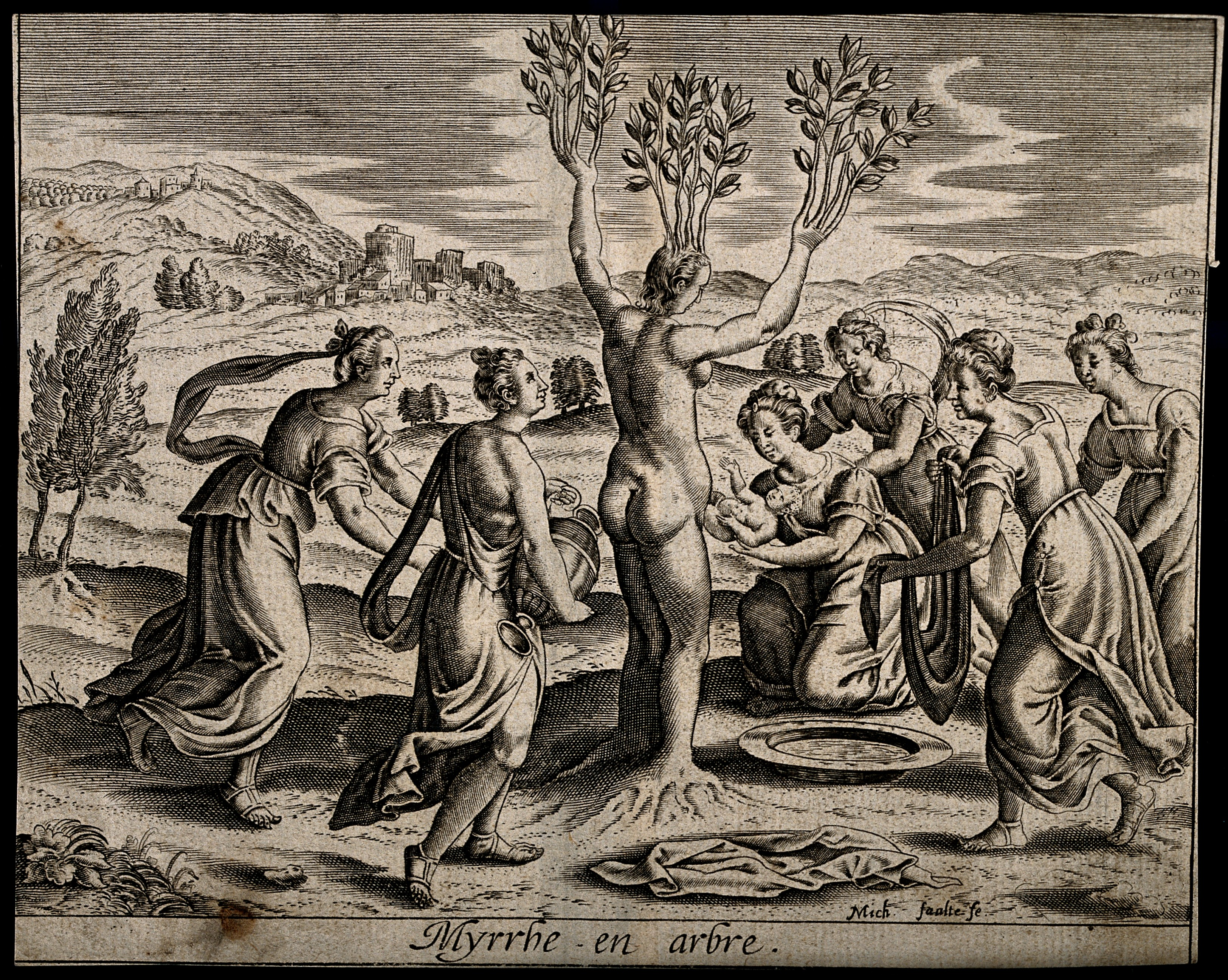
Myrrha gebiert Adonis und wird in einen Baum verwandelt (Michel Faulte, 17. Jahrhundert, Wellcome Library)

Robertson Smith beeinflusste jedoch durchaus die umfangreichen Arbeiten von James George Frazer über den im Jahresablauf durch das Schneiden und Zerstampfen des Getreides sterbenden, in die Unterwelt hinabsteigenden und im Frühling wieder auferstehenden Gott der Pflanzenwelt, wie er im ursprünglich vorderasiatischen Adonis-Mythos beschrieben wird. Die Götter waren für Frazer nur Symbole für natürliche Vorgänge. Der „natural law man“ sei durchaus zu logischem Denken fähig, er benutze jedoch magische Rituale, wenn er an die Grenzen seines kausalen Naturverständnisses stößt, und wenn diese Rituale versagen – also etwa bei Missernten –, helfe ihm der Mythos, also der Glauben an unsichtbare Mächte, sich mit den Grenzen seiner Macht abzufinden. Der Mythos beschreibe also natürliche Vorgänge; er gehe dem Ritual voraus, das zu einem rein landwirtschaftlichen Vorgang wird. Frazer unterschied weiterhin zwischen Mythos und Magie: Magie basiere zwar ebenfalls auf Glauben, sei aber wie Wissenschaft auf Überprüfbarkeit ausgerichtet. Dieselbe Ursache werde immer dieselbe Wirkung erzielen.
Die Altphilologin Jane Ellen Harrison hingegen hält den Mythos nur für eine versprachlichte Form des Rituals, für eine Art von Sprechakt, der allerdings selbst magische Qualitäten besitzt. Von Frazer übernimmt sie die Bereitschaft, die Religion der Griechen und der Juden als eher primitiv einzustufen. Götter sind Projektionen der durch die dramatische Kraft der Rituale ausgelösten Euphorie. Mythen dienen sowohl nach Frazer als auch nach Harrison dazu, Rituale vor dem Vergessenwerden zu schützen und neue Mitglieder in die Gemeinschaft einzuführen. Sie können sich verselbstständigen und vom Ritual ablösen; oder das Ritual verselbstständigt sich und wird um seiner selbst ausgeführt, was für Harrison den Ursprung jeder Art von Kunst darstellt.
Auch Samuel Henry Hooke und neuerdings Gregory Nagy sprechen dem Mythos eine performative wortmagische Bedeutung zu.
Die Rolle von Mythen und Ritualen als Sozialisationsinstanzen, aber auch als Symbolisierung von Aggressionen und Tötungsriten betont der deutsche Altphilologe Walter Burkert, der wie der Erforscher der Navajo, Clyde Kluckhohn, Mythos und Ritual für unabhängig voneinander entstanden hält, aber untersucht, wie sich ihre Wirkung wechselseitig verstärkt. Das Ritual verwandle eine einfache Geschichte in eine soziale Norm; der Mythos verleihe dem menschlichen Handeln eine göttliche Legitimation. Demgegenüber weist Frits Staal die Idee der Myth and Ritual School zurück und spricht von der Bedeutungslosigkeit der Rituale. Sie würden keine kulturellen oder sozialen Werte vermitteln, sondern seien Selbstzweck.
Für Bronisław Malinowski stand nicht die rituelle, sondern die soziale Legitimationsfunktion des Mythos im Vordergrund. Er hielt Mythen für nachträgliche oder begleitende Legitimationen von Ritualen; es gebe aber viele Alltagstätigkeiten, zu denen ebenfalls Mythen erzählt werden, oder Heldenmythen, die zum Nacheifern anregen sollen. Mythos und Ritual seien also nicht zwingend miteinander verbunden. Mythen und Rituale dienten nicht primär der Erklärung natürlicher oder physikalischer Phänomene, sondern vielmehr der Bewältigung gesellschaftlicher Zumutungen. Der Mythos solle unbequeme moralische Regeln, Rituale und Gebräuche rechtfertigen. Er habe nicht die Funktion, die Rituale zu erklären, sondern legitimiere sie dadurch, dass er ihren Ursprung in ferner Vergangenheit ansiedelt. So erleichtere der Mythos den Menschen, sie anzuerkennen. Mythen seien Teil der vielfältigen funktionalen (wirtschaftlichen, sozialen oder religiösen), pragmatischen und performativen Elemente einer Kultur, also nicht nur reine Vorstellung, Reflexion oder Erklärung, sondern Bestandteile handlungsbestimmender Wirklichkeit. Sie seien daher nur als Teil der Handlungen, die bestimmte Aufgaben in bestimmten Gemeinschaften erfüllen, und nur durch teilnehmende Beobachtung und den Dialog mit den mythmakers zu verstehen.
Unter Berufung auf Malinowski argumentierte Mircea Eliade, dass viele Rituale nur ausgeführt werden, weil man sich dabei auf einen Ursprungsmythos stützen oder eine mythische Figur imitieren kann, der das Ritual begründet haben soll. Mythen legitimieren nach Eliade aber nicht nur Rituale, sondern erklären den Ursprung der verschiedensten Phänomene (sog. „ätiologische Mythen“). Der Mythos wirke als eine Art Zeitmaschine; er bringe die Menschen den alten Göttern oder Heroen nahe. Witzel betrachtet hingegen das Verhältnis von Mythos und Ritual als eine unentscheidbare chicken-and-egg-discussion (Witzel 2011, S. 372).
Robin Horton (1932–2019) wurde oft als Neo-Tylorianer bezeichnet; doch für ihn sind personalisierende (mythische) Erklärungsmodelle der Welt nicht mit einem „primitiven“ oder religiösen Denken verbunden, sondern sie entstehen in einer Umwelt, in der Dinge nicht berechenbar und weniger vertraut sind als Menschen, also in nicht-industriegesellschaftlichen Kulturen. Dieser gesellschaftliche Kontext bestimmt die Form des Denkens: So werden in afrikanischen Religionen die letzten Entscheidungen grundsätzlich menschenähnlichen Wesen zugeschrieben. Für Karl Popper, der an das Denken Hortons anschließt und dessen Thesen radikalisiert, besteht schließlich kein grundsätzlicher Unterschied zwischen der Struktur des Mythos und der der westlichen Wissenschaft; letztere ist allerdings in eine Diskussionskultur eingebettet und überprüfbar, der Mythos hingegen ist es nicht.
Damit bezieht er wie viele britische Ethnologen eine konträre Position zu der des französischen Ethnologen Lucien Lévy-Bruhl, der das mythische Denken schlechthin für prälogisch hält. Auch der polnisch-amerikanische Kulturanthropologe Paul Radin, ein Schüler von Franz Boas und Erforscher des Kults der Winnebago und ihrer epischen Erzählungen von den Taten ihrer Kulturheroen, ist ein scharfer Kritiker Lévy-Bruhls. Er geht davon aus, dass Menschen in „primitiven“ Gesellschaften auch nicht-mythisch, ja philosophisch denken können. Der Unterschied zwischen dem Denken des Durchschnittsmenschen mit dem Hang zum Mythos als einer mechanischen Erklärung sich wiederholender Vorgänge (im Sinne von Nietzsches Wiederkehr des Immergleichen) und dem Denken der Ausnahmepersönlichkeit sei in allen Gesellschaften in ähnlicher Weise ausgeprägt.
Heute sieht die Ethnologie die Bestimmung der Rolle des Mythos im strukturfunktionalistischen Ansatz Malinowskis und anderer Autoren als zu normativ und statisch an. Sie betont demgegenüber die permanente Evolution der Mythen im Prozess gesellschaftlichen Wandels. Damit tritt die aktive Rolle des mythmakers in den Vordergrund. Joseph Campbell unterschied in diesem Sinn bereits früher links- und rechtshändige Mythen. Letztere seien normenkonform und unterstützten den sozialen Status quo. Linkshändige Mythen zeugten hingegen von sozialer Innovation durch erfolgreiche Regelverletzung (z. B. der Mythos von Prometheus).

### Mythos in Soziologie, Staats- und Geschichtswissenschaft
Die Sozial- und Geschichtswissenschaften haben sich bisher nicht darauf einigen können, ob sie den Begriff „Mythos“ im alltagssprachlichen Sinn oder als theoretisch definierten Begriff für Personen, kollektive Bewegungen und Ereignisse verwenden wollen, die Gegenstand eines öffentlichen Kults geworden sind. Sind Prozesse der (modernen) Mythenbildung zum einen Gegenstand sozialwissenschaftlicher und historischer Untersuchungen, so waren historische Mythen andererseits Quellen, die Aufschluss über die Sozialstruktur früherer Gesellschaften geben konnten (wie z. B. die Analysen Georges Dumézils). Auch die Historiker reflektieren im Rahmen der kulturwissenschaftlichen Wende des Fachs den Mythosbegriff seit einigen Jahren und untersuchen Traditionsbildung, kollektive Erinnerung und Mentalitäten.
Die Grundlagen soziologischer Mythosforschung schuf Émile Durkheim mit seinen Untersuchungen über den Totemismus in Australien. Dabei ging er nicht von einem evolutionistischen Paradigma aus, sondern erkannte, dass die Eingeborenen Australiens komplexe religiöse Systeme erschaffen hatten, die ähnliche Funktionen wie die Weltreligionen erfüllten. Kernelement des Religiösen ist nach Durkheim die Unterscheidung zwischen zwei absolut getrennten Sphären: dem Heiligen und dem Profanen. In der säkularisierten Moderne ersetzt die Gesellschaft in den kollektiven Vorstellungen der Menschen die Religion: Sie glauben an die soziale Ordnung und errichten Institutionen und Riten, um diese zu stabilisieren. Ähnlich definierte Robert Bellah die Zivilreligion als den religiösen Anteil der zivilen Kultur einer Demokratie, durch den ein schützender Baldachin von Glaubenswahrheiten und Mythen über ihr errichtet wird, welche die sozialen Regeln legitimieren.
Für den französischen Sozialisten Georges Sorel, für den der Wahrheitsgehalt des Mythos gleichgültig war, sind Mythen hingegen Leitideologien, Bilder von großen Schlachten, die geschlagen werden müssen, um die Gesellschaft auf neue moralische Grundlagen zu stellen; sie haben eine Mobilisierungsfunktion (wie der Mythos des Generalstreiks der Syndikalisten, der marxistische Mythos der Endkrise des kapitalistischen Systems oder der katholische Kampf zwischen Satan und der Kirche). Für Benedict Anderson sind alle großen Gemeinschaften, die über die dörfliche Face-to-Face-Kommunikation hinausgehen, imaginierte Gemeinschaften; sie benötigen mächtige Gemeinschaftsvorstellungen. Das gilt nicht nur für moderne Gesellschaften, die Anderson untersucht, sondern auch für frühere Gründungs- und Geschichtsmythen wie z. B. für das Deuteronomistische Geschichtswerk, das den Aufbau eines jüdischen Zentralstaats legitimiert und die Gründe für seinen Zerfall aus theologischer Sicht darstellt.
Der Rechtswissenschaftler Otto Depenheuer erinnert daran, dass viele Staats- und Rechtstheorien durch Mythen abgesichert sind, so der Leviathan von Thomas Hobbes. Für Depenheuer ist der religiöse ebenso wie der politische Mythos (wie für Nietzsche) ein „zusammengezogenes Weltbild“, das auf „Angst vor der Kontingenz, Unübersichtlichkeit und Orientierungslosigkeit“ antwortet und Kohärenz sowie ein Gefühl des „Aufgehobenseins“ und der Identität durch Ausblendungsstrukturen und Reduktion von Komplexität stiftet. Auch der rationalistische Staat, das Recht und die Verfassung sind nicht frei von mythologischen Denkmustern, Erzählungen und den ihnen korrespondierenden Ritualen. Für Samuel Salzborn ist das Ziel der politischen Mythen letztlich die Versöhnung der Gegensätze, die Auflösung von Ambivalenzen, also eine Art symbolisches Konfliktmanagement. Darin folgt er Lévi-Strauss. Ein Beispiel dafür ist der Streit der Humanisten über die Frage, ob Karl der Große ein Deutscher oder ein Franzose gewesen sei, der inzwischen dadurch entschärft wurde, dass Karl zur gründungsmythischen Referenzgestalt des vereinigten Europas wurde.
Die alltagssprachliche Verwendung des Mythosbegriffs, der dem Begriff der „Wahrheit“ entgegengestellt wird ignoriert aus soziologischer Sicht, dass gedankliche Konstrukte und kollektive Vorstellungen mit gleichem Recht Teil der Realität und legitime Forschungsobjekte sind wie die „harten“ historischen und sozialen Fakten.
Matthias Waechter definiert Mythos aus soziologischer Sicht heute wie folgt: „Mythos bezieht sich auf gemeinsam erlebte und durch herausragende Individuen geprägte Geschichte […] (Diese) wird im Prozess ihrer Mythologisierung aus ihrem unmittelbaren zeitgebundenen Kontext herausgelöst und auf eine überzeitliche Ebene gehoben; ihre Protagonisten werden mit transzendentalen Attributen versehen.“ Der Mythos erfüllt eine Schlüsselrolle beim Erwerb, der Legitimierung und Stabilisierung politischer Autorität; nicht jeder darf ihn aber interpretieren. Ein Beispiel dafür ist der in der Ökonomie weit verbreitete marktwirtschaftliche Mythos von der »unsichtbaren Hand«. Das 20. Jahrhundert als ein Zeitalter der Katastrophenerfahrungen brachte eine Inflation der Mythenproduktion mit sich, denn in Krisenphasen sind der Drang nach politischer Mobilisierung und das Bedürfnis nach Trost und Sinngebung besonders groß.
Personenmythen sind nicht auf autoritäre, diktatorische Systeme beschränkt: Auch in modernen Republiken wurden Führerfiguren charismatisiert wie z. B. Atatürk. Für Thorstein Veblen ist der infantile Begierdeüberschuss Ursache der Heldenverehrung und vieler Mythen; darin spiegelt sich die Frühzeit eines überwiegend räuberischen Wirtschaftssystems; aber die Mythen des Kapitalismus und ihre Heroen sind Veblen zufolge Täuschungen und Illusionen (make-believe).
In pluralistischen Gesellschaften werden oft extrem gegensätzliche Strömungen mit ihren jeweiligen Helden mythisiert, wie z. B. in den USA die untergegangene Südstaatenkultur (Johnny Reb) und der Mythos der Sklavenbefreier (Billy Yank). Auch sozial geächtete Subkulturen mitsamt ihren Helden und deren Gegenspielern werden Gegenstand von Mythen (so Al Capone oder Eliot Ness und die Gruppe der Unbestechlichen). Gerade die USA sind ein Hort der unerschöpflichen Produktion von Helden- und Sozialmythen – teils in extremer metaphorischer Verkürzung – geworden: von George Washington, „der nie log“, bis zum Melting Pot und zum Tellerwäscher, der es bis zum Millionär brachte.
Ist heute einerseits die Technik selbst zum Mythos geworden, so haben auf der anderen Seite die Informationstechnologien die Entstehungs- und Funktionsweisen von modernen Mythen grundlegend verändert. Diese erwachsen heute aus einem kommunikativen Prozess, in dem Produzenten und Rezipienten interagieren. So entsteht eine Nachfrage nach immer neuen Mythen und ein Markt für kommerziell produzierte Kunstmythen, im Zuge der Globalisierung vor allem für transnationale, kulturunabhängig rezipierbare Mythen (z. B. Star Wars).

### Mythos und Religionswissenschaft
Rudolf Bultmann untersucht das Christentum auf die im Neuen Testament enthaltenen, bei wörtlicher Auslegung primitiv erscheinenden Erklärungsmodelle und in der Welt wirkenden Kräfte (z. B. „Satan“). Er fordert dazu auf, diese Modelle symbolisch zu lesen, und unterscheidet zwischen Demythologisierung und Entmythisierung. Während die Letztere in dem Versuch besteht, einen wissenschaftlich belegbaren Kern für die Mythen zu finden und den Rest des Mythos zu verwerfen, ist das Resultat der Demythologisierung der symbolische Bedeutungskern des Mythos, den es herauszuschälen gilt. Ein so verstandener Mythos handelt nicht von der Welt selbst, sondern vom menschlichen Erleben der Welt. Der Mythos spricht aus, „wie sich der Mensch selbst in seiner Welt versteht“; er will anthropologisch, nicht kosmologisch interpretiert werden. Das Neue Testament handelt dieser Interpretation zufolge von dem Entfremdungsgefühl der Menschen, die Gott noch nicht gefunden haben, und dem Gefühl der Einheit mit der Welt derer, die ihn gefunden haben. Um Mythen akzeptieren zu können, muss man also weiter an Gott glauben – so die Kritik von Segal.
In ähnlicher Weise demythologisiert Hans Jonas die Gnosis und reduziert sie auf die Tatsache der Entfremdung der Menschen. Für diese Verteidigung der gnostischen Mythologie muss er sie jedoch „entmythisieren“, indem er alle der modernen Wissenschaft widersprechenden Bestandteile opfert. Während für viele Mythentheoretiker – allen voran Tylor – die Wirkung des Mythos darin bestand, dass er wörtlich genommen wurde, gehen die modernen Religionswissenschaften im Gegenteil davon aus, dass ihre Wirkung (auf moderne Christen) erst durch symbolisches Lesen bzw. allegorische Deutung entsteht. Dass diese von der Religionswissenschaft vorgeschlagene Lesart der Mythen auch die der früheren Völker war, ist mehr als zweifelhaft.
Auch für Mircea Eliade sind Mythen nicht symbolisch zu lesen. Es handelt sich aber für ihn anders als für die angelsächsische Schule der Sozialanthropologie und Ethnologie nicht um Erklärungen der ewigen Wiederkehr der Phänomene, sondern um Ursprungs- und Gründungsmythen, die ein zusammenhängendes System von Aussagen über letzte Wirklichkeiten – also ein metaphysisches System – ausdrücken. Der Mythos sei die „rituelle Rezitation des kosmogonischen Mythos die Reaktualisierung des primordialen Ereignisses“, durch welche der Mensch an den Beginn der Welt zurückprojiziert und mit den Göttern vereint werde. Diese Vereinigung mache die post-paradiesische Trennung rückgängig. Der „Nutzen“ des Mythos bestehe in der Begegnung mit dem Göttlichen. Diese kann die Wissenschaft nicht leisten, und daher brauche der moderne Mensch den Mythos, auch wenn er sich nicht mit Göttern, sondern mit profanen Helden identifizieren möchte. Letzten Endes habe also gar keine Säkularisierung stattgefunden: Selbst das Kino bietet dem modernen Menschen heute die Möglichkeit, „aus der Zeit herauszutreten“. Allerdings bleibt die Frage, ob sich hierbei der Mensch wirklich in der Zeit zurückversetzt fühlt oder sich die Vergangenheit nur vorstellt – letztlich eine offene psychologische Frage.
Witzel postuliert, dass sich die Idee des göttlichen Ursprungs des Himmels, der Erde und des Menschen nicht durch Diffusion verbreitet habe. Letzten Endes seien alle Hochreligionen auf diese Idee zurückzuführen, die dem von ihm so bezeichneten spätpaläolithischen laurasischen Mythenkomplex angehöre, der sich mit der Ausbreitung des modernen Menschen lokal verzweigt habe. Dieser enthält die Elemente der Schöpfung, des Todes und der Wiedergeburt (der Tiere wie auch der Menschen), stellt also eine Metapher des menschlichen Lebenszyklus dar. Im Neolithikum sei dieser Gedanke zur Idee der Abstammung von der Sonne weiterentwickelt worden; Tieropfer und schamanistische Rituale seien durch Verehrung von Pflanzen und die Idee der Wiedergeburt der Erde im Frühling – später durch anthropomorphe Vegetationsgötter wie Osiris und Adonis – ersetzt worden. Zugleich schlossen die Eliten in der Zeit der frühen Staatenbildung die unteren Klassen oder Kasten vom Privileg göttlicher Abstammung aus, so in Ägypten, Indien, China, Japan und bei den Inka und Azteken, wobei es jedoch zu Widersprüchen und inneren Konflikten in der Konstruktion der Mythen kam. Unter Einfluss des monotheistischen Zoroastrismus mit seinem Dualismus von Gut und Böse sei die Idee einer „automatischen“ Wiedergeburt verloren gegangen. Das paläolithische Element des Tieropfers habe sich jedoch bis heute teils in symbolischer Form erhalten („Lamm Gottes“). Der Islam stelle die modernste und abstrakteste Variante der Hochreligionen dar, aber noch das Opferfest knüpfe an die steinzeitliche Tradition an.

### Mythos und Literaturwissenschaft
In Verbindung mit dem Ritual kann der Mythos als ein magischer oder religiöser (Gebrauchs-)Text verstanden werden. Er wird nach Auffassung vieler Wissenschaftler erst dann zur Literatur, also zum autonomen Text, wenn er vom Ritual getrennt wird. Bezeichnenderweise haben die antiken „heidnischen“ Mythen oft ohne die mit ihr verknüpften religiösen Vorstellungen und Rituale überlebt, was für die alttestamentlichen Mythen nicht gilt: Deren Kenntnis ist heute weitgehend auf den Kreis der Anhänger der christlichen Religionen beschränkt. Auch die meisten der nur in literarischer Form (als Skaldendichtung) überlieferten, zur Zeit der Aufzeichnung teils schon vom Christentum beeinflussten nordischen Mythen bereiten dem heutigen Leser große Verständnisprobleme. Allerdings liegt dies weniger an der (heute fast vollständigen) Unkenntnis der mit diesen Mythen ursprünglich verbundenen magisch-schamanistischen oder religiösen Vorstellungen und Ritualen, sondern an der manierierten, technisch extrem anspruchsvollen und von rätselhaften Umschreibungen (Kenningar) durchsetzten poetischen Form der Dichtung, die zum Vortrag vor Königen und Adligen bestimmt war. Eine Trennung der ursprünglichen Mythen von der literarischen Erfindung ist kaum möglich.
Der Ursprung von Tragödie und Heldenepos im Ritual
Britische Anthropologen und Altphilologen haben vielfach versucht, die Entstehung von mythischen Erzählungen aus sinnentleerten oder abgestorbenen Ritualen abzuleiten. Der Amateuranthropologe FitzRoy Somerset (1885–1964), der vierte Baron Raglan, genannt Lord Raglan, untersuchte insbesondere den Ursprung von Heldenmythen. Diese haben seiner Meinung nach ihren Ursprung nicht in der Historie, sondern in Ritualen, die nicht mehr ausgeübt und nicht mehr verstanden werden. Zurück bleiben idealisierte Heldengestalten mit einer idealen Biographie. Aus einer Vielzahl von Heldengeschichten filtert Lord Raglan aus 21 Epen bzw. Mythen 22 Lebensabschnitte bzw. Charakterzüge heraus. Das Muster des Heldenlebens stellt der König als exemplarischen mythischen Retter dar, der als Vorbild für die realen Führungspersönlichkeiten dienen soll und sich für sein Volk opfert oder vom Thron vertrieben wird. In dieses Muster passen z. B. Ödipus oder König Saul. Obwohl Lord Raglan auch Jesus in dieser Reihe sah, „vergaß“ er ihn in seinem Buch, um Konflikte mit dem Verleger zu vermeiden.

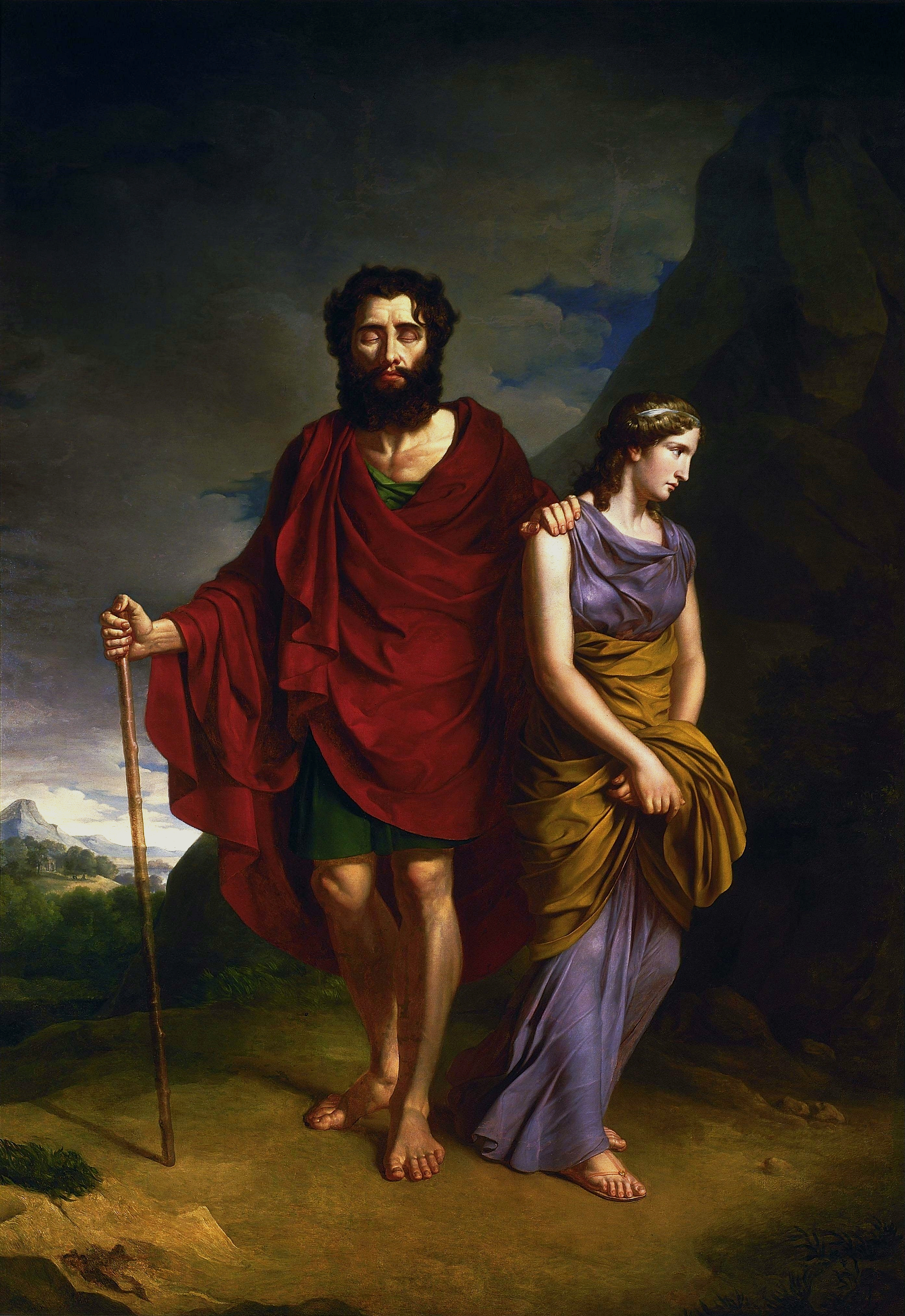
Der blinde Ödipus wird von seiner Tochter Antigone geführt (Ölgemälde von Anti Brodowski 1828)

René Girard knüpft explizit an Frazers Szenario des Mythisch-Rituellen und implizit an Lord Raglan an, ohne diesen direkt zu zitieren. Für ihn sind alle Mythen Berichte über Verfolgungen, die aus der Perspektive des Verfolgers erzählt werden. Ausgangspunkt ist jeweils eine soziale Krise, gefolgt von Anschuldigen wegen unerhörter Verbrechen, die die soziale Ordnung erschüttern, wobei die Beschuldigten physisch oder sozial aus dem Rahmen fallen oder übernatürliche Fähigkeiten aufweisen. So hat sich das angebliche Findelkind Ödipus mit dem lahmen Fuß des Vatermords und Inzests schuldig gemacht, ihm wird vorgeworfen, damit den Zorn der Götter in Form der Pest in Theben heraufbeschworen zu haben. Mythen berichten, wie das Volk seinen Helden in einem Ausbruch kollektiver Gewalt verbannt oder gar tötet, weil es in ihm den Urheber seines Elends sieht. Die Gewaltanwendungen weisen immer die gleiche Polarisierung auf: alle-gegen-alle, alle-gegen-einen und Bruder-gegen-Bruder. In einer späteren Phase kann der Verbrecher wieder zum Wohltäter oder Helden bzw. dem Opfer göttliche Verehrung zuteilwerden.
Für Frazer hingegen ist der Vorgang der Tötung des Pflanzengottes (oder eines nicht mehr fruchtbaren Königs) ein Fruchtbarkeitsritual; dieses erfüllt einen rein landwirtschaftlichen Zweck und ist nicht von Hassausbrüchen begleitet. Entsprechend muss der König oder Gott ersetzt oder verjüngt werden. Der Dramentheoretiker Francis Fergusson sieht hierin eine Wurzel des Dramas, in dem es im Kern um Leiden und Erlösung gehe, wenn auch dabei nicht die Opferung des Königs durch das Volk, sondern seine Selbstaufopferung im Vordergrund stehe. Für ihn steht der König des shakespeareschen Dramas sinnbildlich für Gott.
Während Walter Burkert die Gemeinsamkeiten von Mythos, Sage und Märchen als traditionelle überindividuelle Erzählformen betont (wobei Mythen echte Eigennamen verwenden), grenzt André Jolles den Mythos von anderen einfachen Erzählformen wie Sagen und Märchen nicht durch ihnen zugrunde liegende narrative Muster, sondern durch je unterschiedliche Haltungen zur Welt ab, die von ihnen verkörpert werden: Die Sage baut sich die Welt als Familie und deutet sie „nach dem Begriff des Stammes, des Stammbaums, der Blutsverwandtschaft“. Das Märchen ist bestimmt durch eine Ethik, die „auf die Frage (antwortet): ‘wie muss es in der Welt zugehen?’“; der Mythos hingegen ist durch forschendes Fragen gekennzeichnet. Insofern könnte man von einer eher anthropologischen als literaturwissenschaftlichen Begründung des Mythos sprechen.
Der kanadische Literaturtheoretiker Northrop Frye sieht im Mythos die Wurzel auch anderer literarischer Gattungen, insbesondere solcher, die sich mit dem Lebenszyklus eines Helden (Geburt und Erwachen, Triumph, Isolation und Überwältigung) befassen, den Frye mit dem Zyklus der vier Jahreszeiten, dem täglichen Zyklus der Sonne und dem Zyklus von Traum und Erwachen in Verbindung bringt. Die Komödie assoziiert Frye beispielsweise mit dem Frühling, die Tragödie mit dem Herbst.
Gilbert Murray, der Nietzsches Theorie des Dionysischen weiterentwickelt, sieht den Ursprung der Tragödie in Mythos und Ritual von Leiden, Tod und Wiederauferstehung des Jahresgeistes oder -dämon, einem heiligen dionysischen Tanz, der durch die Elemente Wettkampf, Niederlage, Epiphanie gekennzeichnet ist, zu dem später die Klage und der Bericht des Boten hinzutreten. Dieser Position haben sich bis heute viele Wissenschaftler angeschlossen.
Für Kenneth Burke sind Mythen in Erzählungen verwandelte Metaphysik. Sie drücken symbolisch etwas aus, das Menschen früherer Kulturen nicht wörtlich ausdrücken konnten. So stehen für ihn die sechs Tage der Schöpfung für einen Versuch, die Welt in sechs Kategorien zu unterteilen.
Die postmoderne Reduzierung des Mythos auf eine reine Erzählung und seine Abtrennung vom Ritual kommen aus Sicht dieser Ansätze einer Trivialisierung des Mythos gleich.
Rosario Assunto sieht, dass sich seit der Romantik und seit Dostojewski der Prozess der Trennung der Literatur vom Mythos und Ritual wieder umkehrt. Mit Ausnahme des Realismus und des Naturalismus vollziehe sich seither die Rückwandlung des Nur-Ästhetischen und Schöngeistigen in den Mythos. Je mehr sich die Philosophie im 20. Jahrhundert auf Logik und Sprachphilosophie zurückgezogen und eine Welt ohne Mythen geschaffen habe, übernehme die Literatur die Aufgabe der Philosophie und fülle diese Leerstelle; sie wende sich von der reinen Schau ab und werde wieder zum Bedeutungsträger. Schauplätze werden zu Sinnbildern, die Literatur steige zum ungeformten Unbewussten hinab und bringe es zum Bewusstsein. Ähnlich urteilt Cesare Pavese die Rolle der Literatur: Sie gebe dem Mythos eine Form, ohne süchtig nach dem Unbewusstein zu werden.
Julia Kristeva beschreibt den Übertritt des Mythos von einer vorsprachlich-semiotischen Phase in eine sprachlich-symbolische, in der zwar sprachliche Regeln bewusst eingehalten werden, sich Unbewusstes jedoch weiterhin manifestiert und so dem Subjekt innerhalb sprachlicher Fixierungen einen gewissen Raum der Ausdrucksfreiheit lässt.
Mythen in der Literatur
Francis Fergusson unterscheidet zwischen der Literatur, die nach dem Vorbild von Mythen konstruiert ist (z. B. Die Verwandlung von Kafka), Werken, die selbst mythische Qualität erreichen (wie z. B. Moby-Dick von Herman Melville oder die Stücke von Federico García Lorca), und Werke, die vergangene Mythen thematisieren.
Für die europäische Kultur waren die griechisch-römischen Mythen stets von besonderer Bedeutung. Seit Homers Ilias und Odyssee und Hesiods Theogonie wurden sie zum Stoff der Dichtung und Gegenstand der künstlerischen Elaboration. Kallimachos von Kyrene sammelte um 270 v. Chr. Gründungsmythen und stellte sie in seinem Werk Aitia zusammen. In römischer Zeit sammelte Ovid Verwandlungsmythen in seinen Metamorphosen. Während die antiken Mythen eng mit Naturerscheinungen verbunden und dem Diesseits zugewandt waren, wurden sie von den Kirchenvätern eher als moralische Lehrstücke aus christlich-kritischer Perspektive verstanden. In späterer christlicher Zeit entstanden neue, weltabgewandte und naturfeindliche Mythen, in denen sich der ethische Dualismus und ewige Kampf zwischen Gut und Böse, Gott und Satan spiegelte.
Petrarca, Dante, Chaucer, Shakespeare, Milton und viele andere bedienten sich in ihren Werken wieder der antiken Mythen, die ihnen zahlreiche literarische Motive lieferten. Die aristotelische Auffassung, dass die Tragödie von „besseren Menschen“ handeln solle, führte seit dem 17. Jahrhundert zur sogenannten Ständeklausel, die den Mythos einer aristokratischen Welt von Göttern und Adligen vorbehielt und die Bürgerlichen ausschloss. Als Abschwächung dieser einstmals brisanten Abgrenzung erklärt sich die Auffassung, dass der Mythos von Göttern handle und die Sage von Menschen (obwohl Ödipus zum Beispiel ein Fürst und kein Gott ist).
Seit dem Ende des 18. Jahrhunderts wurde die antike Mythologie im Zuge der Überwindung der aristokratischen klassischen französischen Tragödie von mittelalterlichen und exotischen Stoffen abgelöst, die ihrerseits mythischen Stellenwert bekamen. Die Weimarer Klassik versuchte dagegen, die antiken Stoffe zu verbürgerlichen und auf diese Weise am Leben zu halten. Antike Mythen kamen seit dem Ende des 19. Jahrhunderts wieder auf; zahlreiche Werke von Jean Giraudoux, Albert Camus, Jean Anouilh, Jean-Paul Sartre oder Eugene O’Neill nehmen oft schon im Titel Bezug darauf.
Beispiele für in der Neuzeit entstandene Mythen, die sich in zahlreichen Varianten finden, sind der Fauststoff oder das Motiv des Frauenhelden Don Juan. Auf antike Vorbilder zurückführen lassen sich dagegen der Pygmalion-Stoff oder Romeo und Julia. Ein Produkt der frühen Aufklärung ist die Figur des Edlen Wilden, ein Versuch der Aufwertung kolonialisierter Völker, der jedoch z. T. mit kannibalistischen und erotischen Elementen vermengt wurde. Auch moderne literarische Mythen wie Star Wars folgen dem typischen Lebenslauf antiker Heroen und verwenden Elemente der klassischen Mythen wie das Labyrinth, den weisen Ratgeber oder den „Wächter der Schwelle“. Ein anderes Beispiel ist der von H. P. Lovecraft geschaffene Cthulhu-Mythos, der mit solchen Versatzstücken spielt, und nachfolgend selber so zitiert und verwendet wird. oder die von J. R. R. Tolkien entworfene Welt von Mittelerde.

### Stoffwissenschaftliche Mythosforschung und Rekonstruktion von Mythen
Hauptartikel: Hylistik
Im Gegensatz zu anderen wissenschaftlichen Ansätzen, die vor allem die (gesellschaftliche) Funktion von Mythen in den Blick nehmen, betrachtet die stoffwissenschaftliche Mythosforschung den Mythos und seine Natur aus sich selbst heraus. Mythen sind keine Texte, sondern Erzählstoffe, die in verschiedenen Medien (etwa Epen, Hymnen, Handbüchern, Filmen, Tänzen etc.) eine Verarbeitung erfahren können. Im Rahmen der Göttinger Mythosforschung wurde von Annette und Christian Zgoll die Methode der Hylistik (Stoffwissenschaft) entwickelt, um mythische Stoffe aus ihren jeweiligen Medien zu extrahieren und transmedial zu vergleichen. Hierbei wird der Inhalt des Mediums in die kleinsten möglichen Handlungsbausteine (Hyleme) zerlegt und diese in normierter Form aufgelistet (sog. Hylemanalyse). Inhaltliche Inkonsistenzen können dabei auf Stratifizierung hinweisen, d. h. die Überlagerung mehrerer Stoffe, Stoffvarianten und Editionsschichten innerhalb derselben medialen Konkretion. Zu einem gewissen Grad können hiermit auch frühere und alternative Varianten desselben Stoffes rekonstruiert werden, die in Konkurrenz zueinander standen und/oder miteinander kombiniert wurden. Die Gegenüberstellung von Hylemsequenzen ermöglicht den systematischen Vergleich verschiedener Varianten desselben Stoffes oder mehrerer unterschiedlicher Stoffe, die in Verwandtschaft oder struktureller Ähnlichkeit zueinander stehen. In seiner Gesamtdarstellung zur hundertjährigen Geschichte der Mythosforschung erwähnt der klassische Philologe und Mythenforscher Udo Reinhardt Christian Zgolls Grundlagenwerk Tractatus mythologicus als „das neueste Handbuch zur Mythostheorie“ mit einer „herausragenden Bedeutung“ für die moderne Mythosforschung.

## Typen und Funktionen von Mythen
Als Erzählung, die eine „ordnende Beschreibung“ der Welt liefert, betrachtet, lassen sich verschiedene Typen oder Funktionen von Mythen unterscheiden:
- Schöpfungsmythen:
  - Kosmogonische und kosmologische Mythen erzählen von der Entstehung bzw. Schöpfung der Welt und erklären ihren Aufbau und ihren Lauf (siehe z. B. Afrikanische Kosmogonie, indoeuropäischer Schöpfungsmythos, hawaiianischer Mythos Kumulipo). In vielen solcher Mythen spielen das Urchaos, das Urmeer oder ein daraus erwachsener Urhügel, ein Urei oder Urtier eine Rolle, z. B. die nährende Kuh in den indoiranischen oder altnordischen Mythen (die nordische Urkuh Audhumla entsteht aus geschmolzenem Eis), die Schildkröte, die den Kosmos trägt, oder der Drache als Verkörperung des Chaos. Oft stehen am Anfang der Entstehung der Welt auch Gegensatzpaare wie Wärme und Kelte oder ein Zwillingspaar.
  - Anthropogonien berichten von der Entstehung der Menschen, wie z. B. der altnordische Mythos von Ask und Embla, das indische Rigveda oder der ägyptische Mythos von der Erschaffung des Menschen aus den Tränen des Sonnengotts Re. In der älteren der beiden Anthropogenien der Genesis wird Adam aus Erde und Eva aus seiner Rippe erschaffen. Der Maya-Überlieferung zufolge ist der Mensch aus Mais geknetet worden.
- Theogonien erzählen von der Entstehung und dem Schicksal der Götter, so etwa Hesiods Theogonie und die Orphische Theogonie.[150]

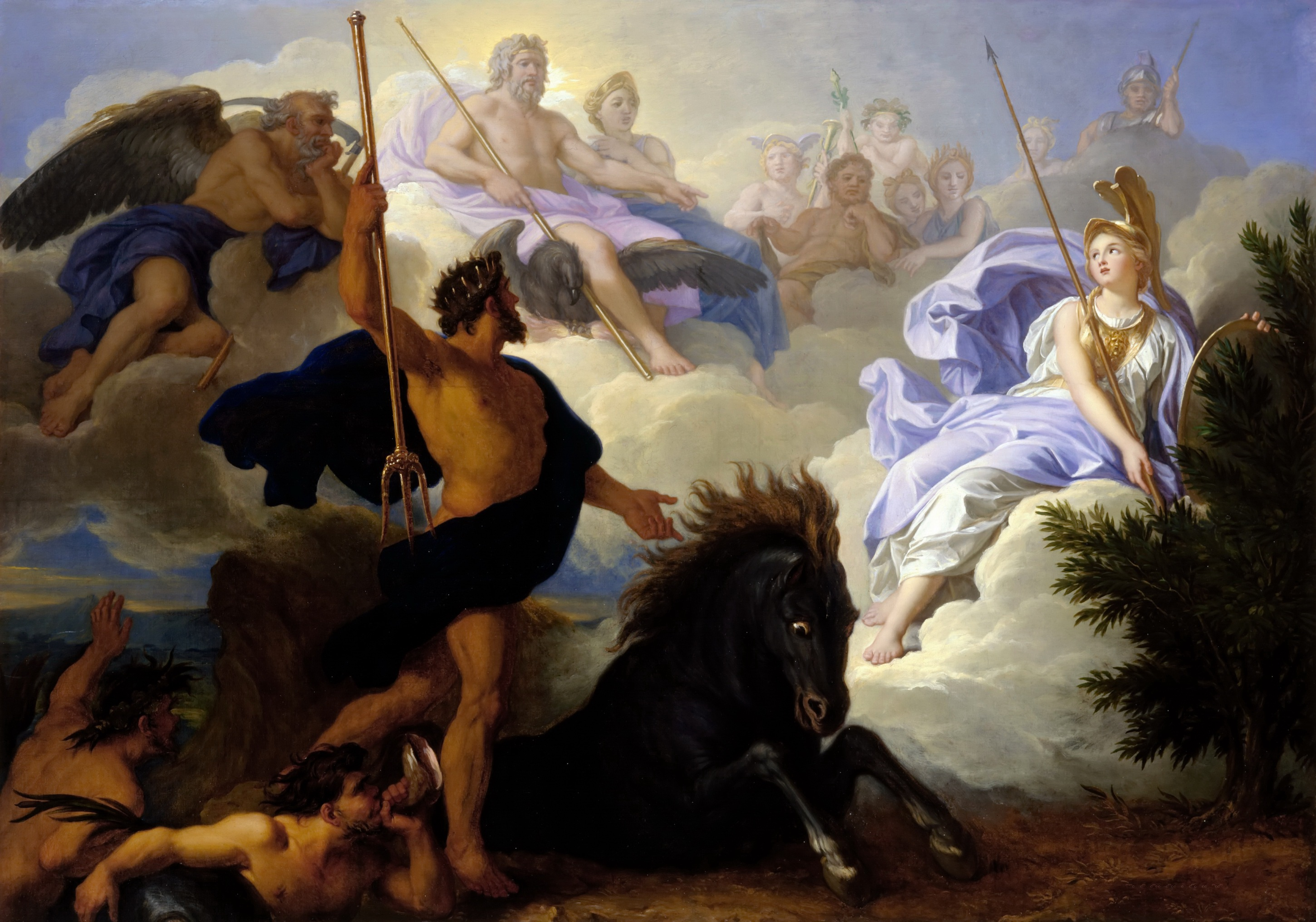
René-Antoine Houasse: Der Streit zwischen Minerva und Neptun (um 1700), eine Darstellung des Gründungsmythos von Athen

- Gründungsmythen führen die Erbauung eines Heiligtums oder einer Stadt oder die Ethnogenese eines Volkes oder Stammes („Ethnogonie“) auf Götter, Urväter oder Helden zurück.
- Ursprungsmythen (auch genealogische Mythen, Herkunftsmythen oder origines gentium) sollen die Bedeutung von Herrscherdynastien oder ganzen Völkern durch fiktive Abstammungsketten erhöhen. So führt der japanische Tennō seine Herkunft auf den Sonnen- und den Drachengott zurück.
- Genealogische oder Charter-Mythen (ein von Malinowski geprägter Begriff) legitimieren bestimmte Abstammungslinien und Besitzansprüche; sie sind oft mit Ursprungsmythen verbunden wie etwa das hawaiianische Kumulipo. Das isländische Landnámabók und das Íslendingabók postuliert beispielsweise die Abstammung der nordischen Könige von den Trojanern.
- Soziogonien erklären die Unterteilung der Gesellschaft in verschiedene Klassen und Schichten und sind für diese identitätsbestimmend. Oft leiten sie sich aus Theogonien her, wie das altgermanische Lied Rígsþula. Eine typische Soziogonie enthält auch das Purushasukta im 10. Buch des Rigveda. Dort wird beschrieben, wie die verschiedenen indischen Kasten während eines Opfers aus dem Urriesen Purusha entstanden. Aus dessen Kopf wurden dabei die Brahmanen, aus den Armen die Kshatriya, aus den Schenkeln wurden die Vaishya und aus den Füßen die Shudra.

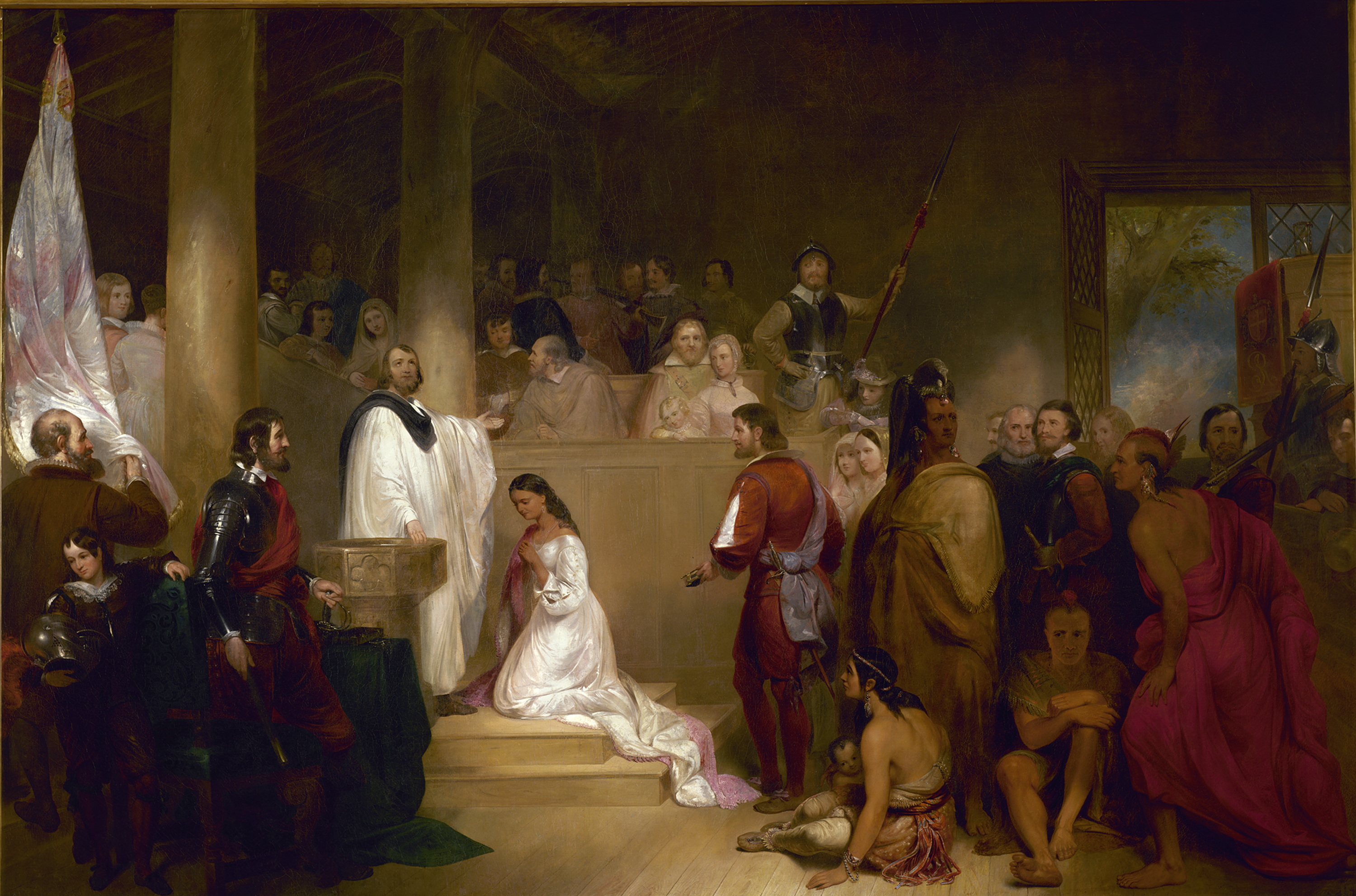
John Gadsby Chapman (1808–1889): Pocahontas‘ Taufe (1840). Eine Kopie des Gemäldes befindet sich in der Rotunde des Capitols in Washington

- Geschichtsmythen dienen oft der Ableitung einer oft nur vorgestellten, nicht real erfahrenen nationalen Gemeinschaft oder Identität. Beispiele sind das Deuteronomium, welches den Ursprung des jüdischen Staates erklärt, der Tellmythos oder die Geschichte von Pocahontas, die als assimilationswillige Indigene dargestellt wird, was eine friedliche Unterwerfung der „wilden“ Indigenen unter die englischen Siedler suggeriert.[151] Sie sind Vorläufer der modernen politischen Mythen, die fast nahtlos an sie anschließen. So diente der Bogomilen-Mythos sowohl in Österreich-Ungarn nach 1900 als auch im modernen Jugoslawien um 1970 dazu, eine direkte ethnische Kontinuität vom bogomilischen Adel des Mittelalters zur modernen bosnisch-muslimischen Elite herleiten zu können, ohne auf das Identitätskriterium des muslimischen Glaubens zurückgreifen zu müssen.[152]

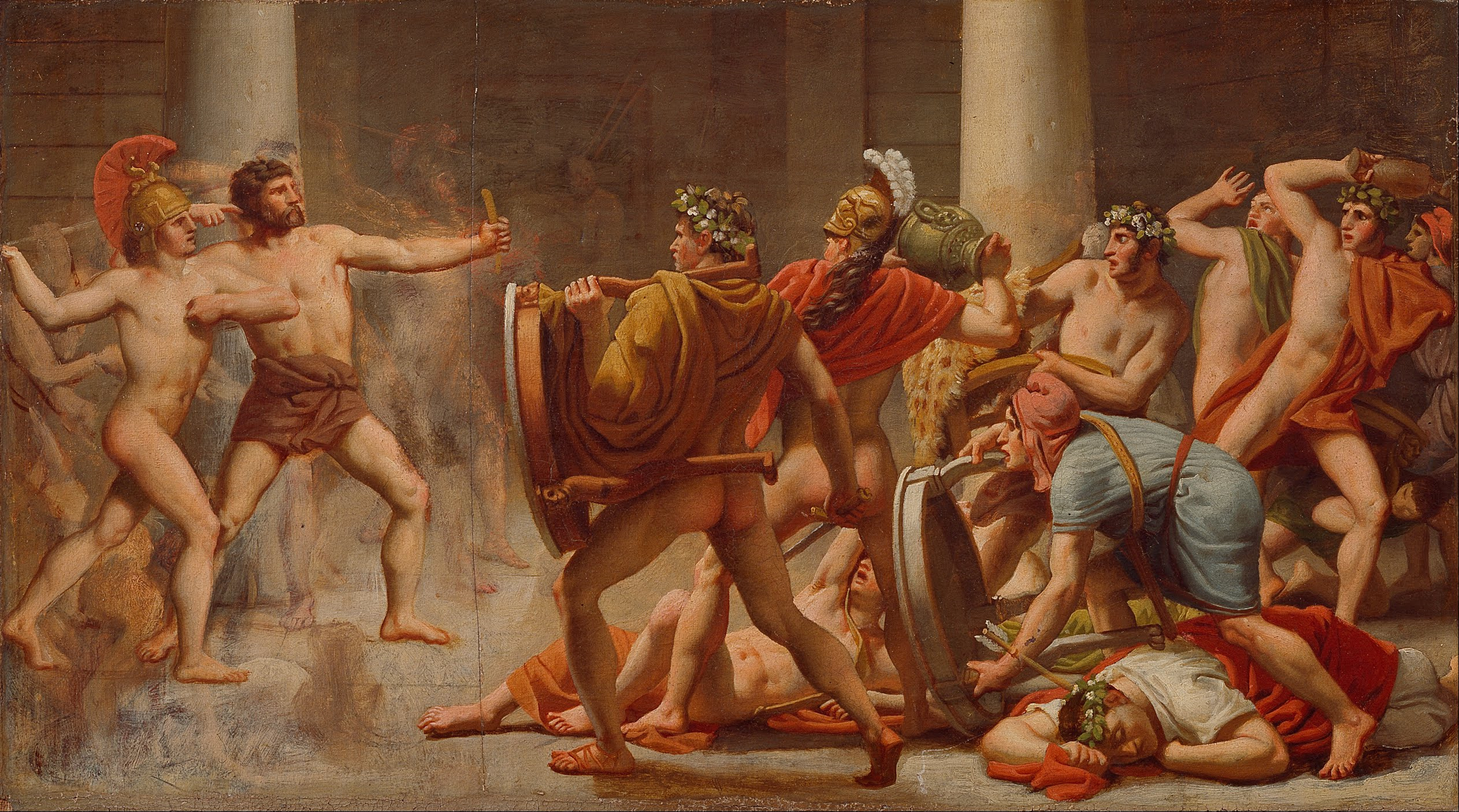
Christoffer Wilhelm Eckersberg: Odysseus rächt sich an Penelopes Freiern (1814)

- Heldenmythen handeln von Menschen mit übermenschlicher Kraft oder Halbgöttern, die nach großen Zielen streben, die das normal-menschliche Vermögen übersteigen. Ihre Schöpferkraft und Kreativität versiegen nie (wie die des Odysseus); mit ihren Taten werden sie anderen ein Vorbild. Oft werden sie wegen ihrer Taten vergöttlicht (Herakles, Indra). In den Heldensagen des Mittelalters sind Mythos und Geschichte eng verwoben (z. B. Attila, König Artus); oft ist ein historischer Kern erkennbar. Moderne Heldenmythen dienen oft autoritären oder totalitären Regimes als Motivationsmittel.
- Ätiologische Mythen erklären besondere erklärungsbedürftige Erscheinungen in der Welt. Eine Unterkategorie bilden die Naturmythen, die unerklärliche Naturphänomene begreiflich machen sollen, so vor allem das Erwachen und Sterben der Natur im Ablauf der Jahreszeiten, aber z. B. auch den Zug der Lemminge.[153] So erklärt der Mythos von Narziss den Ursprung der Narzisse, aber auch des krankhaften Narzissmus. Die in Griechenland wachsenden weißen Narzissen (griech. ναρκάω, narkáo, „ich werde taub“) verströmen einen betäubenden Duft, und der Mythos zeigt bildhaft die lähmende Wirkung übersteigender Selbstliebe.[154]
- Soteriologische Mythen erzählen vom Kommen eines Retters oder Erlösers, der der Welt das Heil bringen soll. Oft sind sie mit moralischen Konzepten wie Sünde, Buße und Vergebung verbunden.[155]

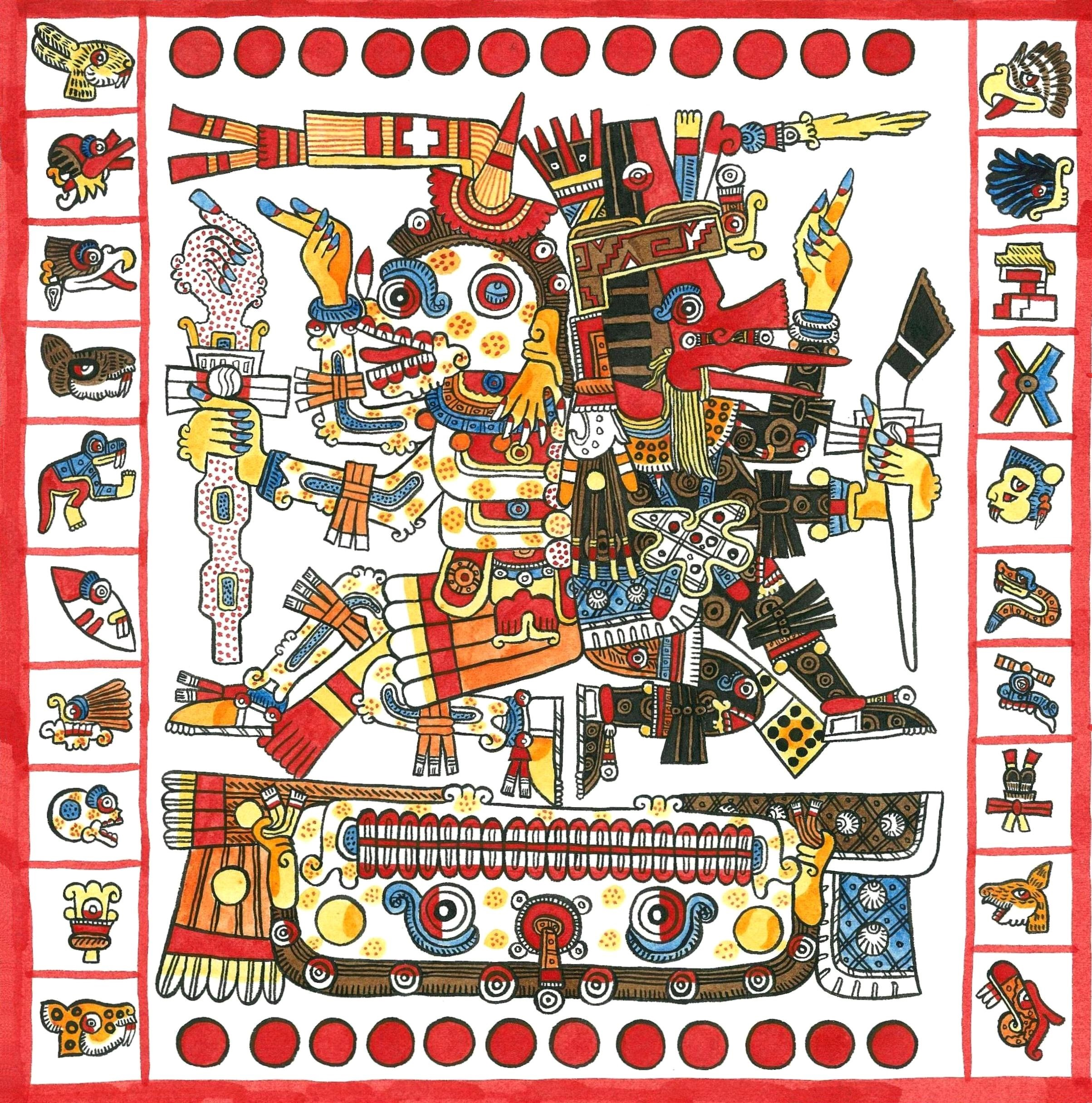
Der aztekische Kulturheros Quetzalcoatl und der Gott der Unterwelt Mictlantecuhtli (Codex Borgia). Quetzalcoatl will die Knochen der Toten aus der Unterwelt stehlen, Mictlantecuhtli zerschlägt sie, daraus erschafft Quetzalcoatl die Menschenrassen.

- Mythen, die von Kulturheroen wie Prometheus, Maui oder Huangdi (dem Gelben Kaiser) berichten, schildern die Erfindung oder Übermittlung wichtiger Kulturtechniken, die oft den Göttern gestohlen werden. Sie sind verwandt mit Schelmen- oder Trickster-Mythen, die von kreativen Menschen oder Halbgöttern berichten, die zu verblüffenden Schöpfungsakten fähig sind. In vielen Fällen sind die Kulturbringer auch Agrargötter und Totengötter in einer Person, was auf den dauernden Austausch zwischen beiden Bereichen verweist.[156] Oft haben die Kulturheroen multiple Funktionen. So wurden dem Gelben Kaiser im Laufe der Zeit eine große Anzahl an kulturellen Hinterlassenschaften sowie die Schöpfung religiösen und esoterischen Wissens zugeschrieben. An der Schwelle zur Neuzeit entwirft Francis Bacon im Kapitel XI seines Buches The Wisdom of the Ancients, das den Titel Orpheus, or Philosophy. Explained of Natural and Moral Philosophy trägt, einen neuen Orpheus-Mythos, in dem der Held als Metapher für eine Philosophie stehen, die sich – von ihren traditionellen Aufgaben überfordert – nicht darauf beschränkt, die göttliche Harmonie in der Welt zu suchen, sondern sich den menschlichen Werken zuwendet, den Menschen die Tugend lehrt, sie anleitet, Häuser zu bauen und ihre Felder zu bestellen, also die Welt (und die neuen britischen Kolonien) aktiv zu gestalten.[157] Der bereits erwähnte Pocahontas-Mythos sieht in der Häuptlingstochter auch eine Kulturbringerin, die den ersten amerikanischen Boom mit entfacht: Er imaginiert sie als Urtyp der virginischen Tabakpflanzersfrau.

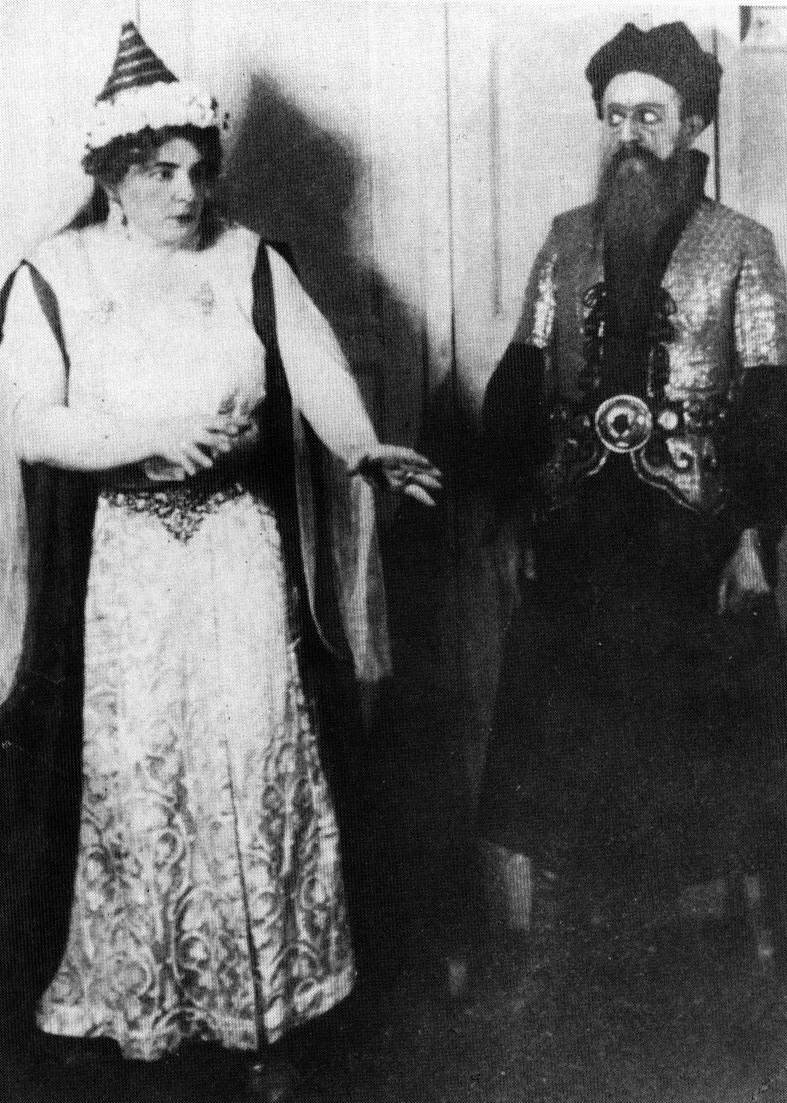
Szene aus der Oper Herzog Blaubarts Burg von Béla Bartók: Judith (Olga Haselbeck) und Blaubart (Oszkár Kálmán) in der Uraufführungsproduktion 1918 vor dem Öffnen der siebten Tür

- Erotische Mythen wie der der Wasserfrau Undine, ursprünglich ein Naturgeist, oder der des Erotomanen Ritter Blaubart, ursprünglich wohl ein Drachenmythos, werden bis in die Gegenwart immer wieder fort- oder umgeschrieben. Die weiblichen Hauptfiguren dieser Mythen dienen oft als Projektionsfläche männlicher Wunschvorstellungen, zerstören diese oft und unerwarteterweise. Auch kannibalistische und inzestuöse Motive sowie Mischwesen spielen dabei eine Rolle. Häufig verbirgt sich dahinter eine Geschichte gewaltsamer Eroberungen und Kolonisierungen. Auch in diese Kategorie lässt sich der multifunktionale Pocahontas-Mythos einreihen, erzählt er doch die Geschichte von der Belle Sauvage (der schönen Wilden) und dem White Hero.[158] Bisweilen wird der Kampf der Geschlechter mit drastischen Mitteln ausgefochten wie in den Mythen der brasilianischen Indigenen.[159] In der chinesischen Mythologie existiert ebenfalls eine Dark Lady, die als Göttin der Langlebigkeit und Sexualität verehrte Xuannu, die in Kleidern aus Eisvogelfedern erscheint und auf einem Fenghuang reitet, ein Vogel, der wie der Phönix der griechischen Mythologie mit Feuer aussoziiert ist. Zahlreiche erotische Mythen sind aus Indien bekannt, so die um den ekstatischen Gott Indra.

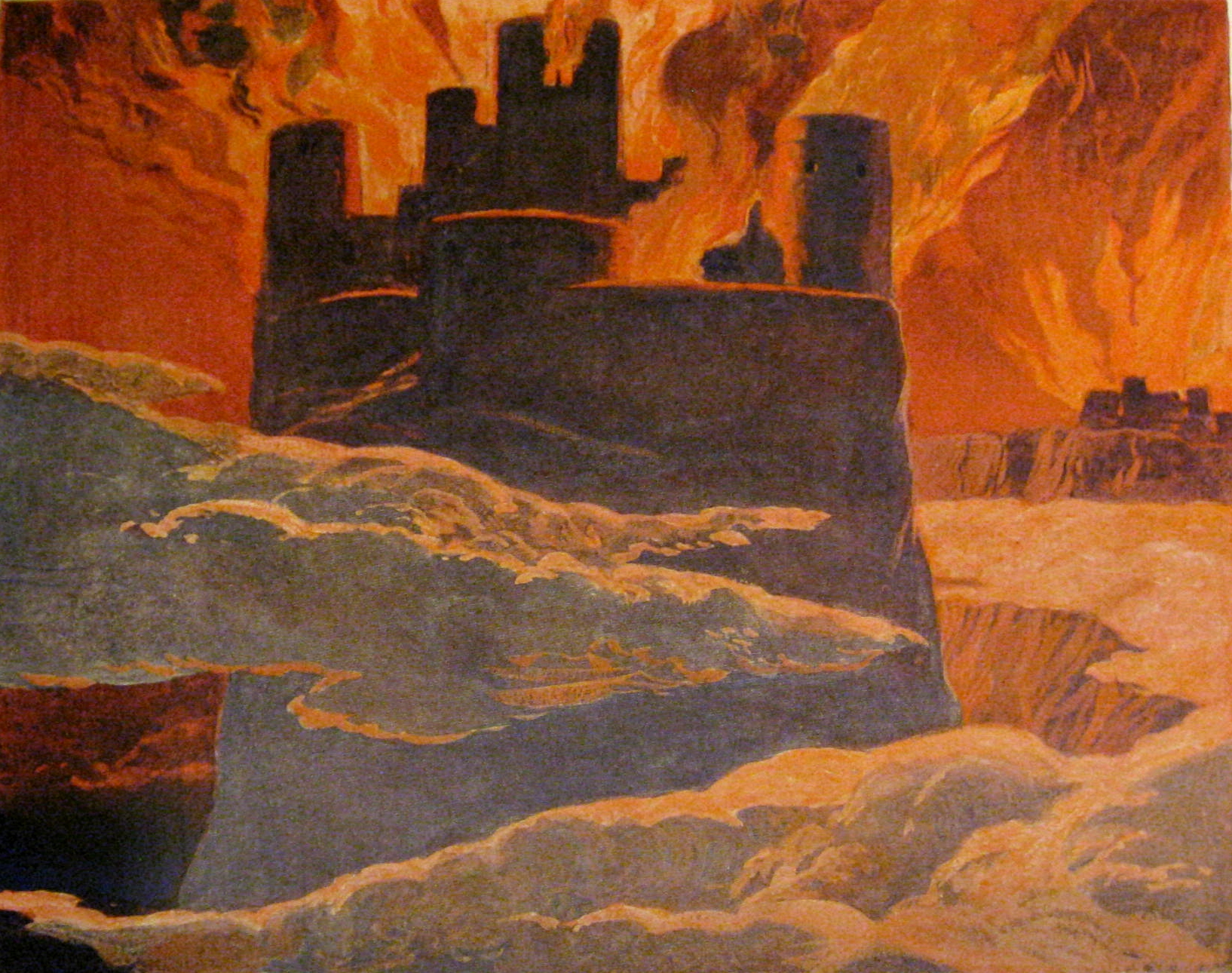
Der Weltenbrand der nordischen Mythologie: Die letzte Phase von Ragnarök. Zeichnung von Emil Doepler (1905).

- Eschatologische Mythen erzählen von den „Letzten Dingen“ (eschata), die am Ende der Zeit oder nach dem Tod geschehen werden. „Eschatologisch“ ist vor allem die Feststellung eines Bruchs, der so tief ist, dass das an seinem Ende stehende Neue nicht mehr als die Fortsetzung des Bisherigen verstanden werden kann.
- Antimythen[160] oder Zerstörungsmythen. Während die Schöpfungsmythen die Existenz des Menschen in der Welt erklären sollen, versucht der Antimythos, alles was dessen Existenz bedrängt oder in Frage stellt, zu bannen bzw. rational zu erklären.

## Die Bibel und andere schriftlich fixierte Mythensammlungen
Große Teile der Bibel, der traditionellen Gegenwelt zum antik-heidnischen „Mythos“, können als Mythensammlung betrachtet werden. Diese These von David Friedrich Strauß bedeutete 1836 noch eine große Provokation. Die Genesis des Pentateuch enthält in diesem Sinne mythische Erzählungen wie zum Beispiel über die Erschaffung der Welt in sieben Tagen und über den Garten Eden. Es fehlen jedoch bestimmte für andere Schöpfungs- und Gründungsmythen typische Aspekte. So ist aufgrund der monotheistischen Perspektive keine Rede von Konflikten innerhalb eines polytheistischen Pantheons; die Konflikte zwischen Gott und der Menschheit entstehen allein aus deren sündigem Charakter. Während etwa die Sintflut in der babylonischen Vorlage der biblischen Erzählung (im Atraḫasis-Epos) durch einen Konflikt zwischen verschiedenen Gottheiten motiviert und nur zufällig durch das lästige Lärmen der Menschen ausgelöst erscheint, muss die Bibel andere Schuldige dafür finden: Die allgemeine Schlechtigkeit der Menschen dient der Motivierung der Flut, was allerdings ebenfalls als ungenügende Begründung der schweren Strafe erscheint.
Auch fehlen die Vorstellungen eines göttlichen Zeugungsakts, der Erschaffung der Welt als Sieg eines Demiurgen über dämonische Kräfte oder ein das Chaos personifizierendes Ungeheuer. Das verweist darauf, dass die uns bekannte Fassung der Genesis bereits durch einen Prozess der Entmystifizierung hindurch gegangen ist. Schließlich ist auch eine Verbindung zu den in anderen Kulten zu wiederholenden Zyklen der Natur nicht vorhanden, was die Genesis zum großen Teil als relativ spätes, rational motiviertes und komponiertes Werk ausweist.
Die aus der Genesis vermutlich eliminierten Motive gibt es in den Mythen vieler unterschiedlicher Kulturen: Es handelt sich um sogenannte Mythologeme wie der männliche Ursprung des Lebens, das Urkind, das Urei, der Kindermord und weitere.

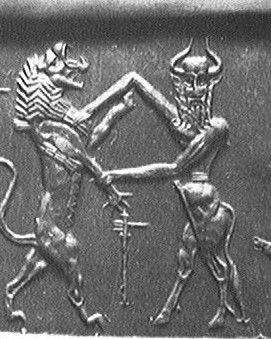
Gilgamesch-Epos: Enkidu kämpft mit dem Löwen (Teil eines Rollsiegels)

Zu den Mythen-Niederschriften, die nicht auf die griechisch-römische Tradition zurückgehen, gehören u. a.:
- der Osirismythos
- das Atraḫasis-Epos
- das Gilgamesch-Epos
- das Keret-Epos und andere ugaritische Mythen
- die Urgeschichte im Ersten Buch Mose 1–11
- der mittelpersische Schöpfungsmythos Bundahischn
- der Mythos vom weisen Achiqar
- das Grímnismál, die Völuspá und die Ragnarök in der Edda
- die Purusha-Sukta im Rigveda und andere vedische Mythen
- die Aitareya Upanishad
- die Mythen des Avesta
- das Buch der Geheimnisse von Henoch
- der Schöpfungsmythos der Maya im Popol Vuh
- der von Paul Rabin dokumentierte Trickstermythos der Winnebago „Der göttliche Schelm“
- der Finn-Zyklus und der Ulster-Zyklus der Inselkelten mit ihren teils mythischen, teils sagenhaften Elementen

Viele dieser Mythen, etwa das Gilgamesch-Epos oder die Ragnarök, beinhalten nicht nur Vorstellungen zur Entstehung der Welt, sondern auch apokalyptische Darstellungen; sie projizieren ein Bild der Zerstörung der Welt in der Zukunft.

## Verbreitung von Mythen
Die Erforschung der Entstehung, Verbreitung und Wanderung von Mythen ist Gegenstand einer vergleichenden Mythenforschung, die teils aus sprachwissenschaftlicher Sicht, teils im Rahmen der „Strukturalen Mythenanalyse“ im Anschluss an Claude Levi-Strauss erfolgt. Wissenschaftler, die vergleichende Mythenforschung betreiben, haben sich in der International Association for Comparative Mythology (IACM) zusammengeschlossen, die ihre Kongresse seit 2007 abhält. Auf dem 11. Kongress in Edinburgh wurden z. B. mythische Jenseitsvorstellungen (Otherworld) der indoeuropäischen und semitischen Völker sowie aus Japan und Lateinamerika diskutiert.
Kulturdiffusionisten wie Hermann Baumann gingen von der Entstehung eines „Weltmythos“ in den Vorläufergemeinschaften der Hochkulturen zwischen Nil und Indus aus, der sich seit etwa 3000 v. Chr. in Wellen bis nach China und in Teilen Afrikas und Amerika verbreitete. Zum Inventar dieser Mythen zählen der Sonnengott, die göttlichen Zwillinge, das Weltei.
Schon Georges Dumézil, der als erster die Mythen der Indoeuropäer historisch-vergleichend betrachtete, und später Dominique Briquel wiesen darauf hin, dass die (Pseudo-)Geschichte des frühen Rom große Ähnlichkeit mit Vorstellungen aufweist, die sich bei frühen indoeuropäischen Völkern und im Mahābhārata finden. Das geht vermutlich auf die Verwendung alter mündlicher Quellen durch die römischen Historiker des 3. Jahrhunderts v. Chr. zurück. Auch zahlreiche andere Mytheme wie die irisch-walisische Erzählung über die Reisen des Brendan oder Bran in die Anderswelt, die japanischen Mythen über die Brüder Hoori und Hoderi (Jäger und Fischer) oder das litauische Märchen von Jūratė und Kastytis, aber auch das indonesische Märchen von Kawulusan („Parpara“) weisen große Ähnlichkeiten auf, worauf der französische Anthropologe und Sprachforscher Paolo Barbaro von der École Pratique des Hautes Études in Paris hinweist. Er postuliert die Existenz einer auf das jüngere Paläolithikum zurückgehenden Vorstellung eines ewigen und einsamen Jenseits im damals noch nicht befahrbaren Meer.
Yuri Berezkin nutzte faktorenanalytische Methoden, um 695 kosmologische und andere mythologische Motive (z. B.: die ältere Sonne vor der heutigen; die vielen Sonnen, die die Erde beinahe verbrennen; das Erlöschen der vielen Sonnen und Monde; die Sonne, die aus einem Baum wächst usw.) in 372 Regionen auf allen Kontinenten zu gruppieren und ermittelt so verschiedene Hauptkomponenten, also relativ isolierbare Einzelkonzepte, die in vielen regionalen Mythen vorkommen. Die erste Hauptkomponente, die Vorstellungen zur Kosmogonie repräsentiert, ist vor allem in ganz Eurasien, besonders jedoch in den vom Schamanismus beeinflussten Regionen Südsibiriens und der Mongolei (was der Verbreitung des genetischen Haplotyps C3 entspricht), daneben in Nordamerika und Nordafrika stark ausgeprägt. In Südafrika und Australien ist sie nur schwach verbreitet und in Neuguinea und großen Teilen Amazoniens überhaupt nicht vorhanden. Die lokale Häufung solcher Vorstellungen verweist auf eine Verbreitung von Motiven und Strukturen im Zuge der Erstbesiedlung des nördlichen Eurasiens durch anatomisch moderne Menschen (Homo sapiens), die weit über den indoeuropäischen Sprachraum hinausgeht und früher erfolgte als jede schriftlich Überlieferung, aber jünger ist als die Mythen, die sich entlang der ersten Out-of-Afrika-Wanderungswelle am Rande des Indischen Ozeans bis nach Melanesien finden. Eine zweite Hauptkomponente bildet eine jüngere Schicht von Trickster-Mythen. Sie wurde nach Berezdin durch Kulturkontakte verbreitet; nach Witzel sind sie jedoch älter und fast universell anzutreffen.
In die spätpaläolithische Zeit nach der Out-of-Africa-Wanderung, in der sich das komplexe symbolische Denken entwickelt habe, das auch seinen künstlerischen, vermutlich an schamanistische Rituale gebundenen Ausdruck fand und neue Techniken und Waffen wie den Bogen hervorbrachte, setzt Michael Witzel die Entstehung und Verbreitung des in Eurasien verbreiteten, von ihm so genannten „laurasischen“ Mythensystems an, das bemerkenswert viele gemeinsame Komponenten aufweist.
Die ältesten Mythen seien in bemerkenswert konservativer Form überliefert worden und hätten auch unter veränderten naturräumlichen und klimatischen Bedingungen (z. B. in Ackerbauergesellschaften) wesentliche Elemente beibehalten, auch wenn z. B. Wildtiere wie der Bär durch domestizierte Tiere wie Hund oder Rentier ersetzt wurden. Die Existenz einer kompletten Story-line, wie sie Witzel in den „laurasischen“ Mythen sieht, spricht nicht gegen, sondern erleichtert ihre Tradierung. Die Story-line könne immer weiter ausgesponnen werden. Selbst die schriftlose Kultur der Dayak besitze einen Mythenvorrat von etwa 15.000 Seiten. Mit dieser These der Pfadabhängigkeit vom Mythen weist Witzel die marxistische, aber in ähnlicher Form auch von Émile Durkheim vertretene Theorie zurück, dass jede Gesellschaft sich ihren Überbau und damit ihre Mythologie entsprechend ihren Produktionsbedingungen schaffe. Anpassungsprozesse an naturräumliche Bedingungen seien freilich häufig, aber die Adaptionen behalten immer auch Motive der Vorgängerkulturen bei. Nur kleinere Abspaltungen von großen Gruppen seien besonders innovativ in der Weiterentwicklung von Mythen.
Im Einklang mit den Befunden Berezkins postuliert Witzel, dass bei vielen Völkern der Nordhalbkugel von Indoiranern, Semiten und Skythen bis zu den Japanern, Polynesiern, Azteken und Maya das von ihm nach dem alten Großkontinent Laurasia so genannte „laurasische“ System in Form einer konsistenten story line von der Kosmogonie bis zur finalen Zerstörung der Welt existiere. Hingegen gebe es ein solches System bei den meisten Völkern Afrikas südlich der Sahara, den Aborigines Australiens und den Melanesiern nicht. Deren wesentlich ältere Mythen, die u. a. durch das Fehlen der Vorstellung von einem Weltenursprung und -ende gekennzeichnet seien, bezeichnet er nach dem längst untergegangenen Großkontinent Gondwana als „gondwanisch“. Noch älter sei möglicherweise eine nach dem Urkontinent Pangäa benannte Mythenschicht. Dieser Sprachgebrauch ist metaphorisch; Pangäa und Gondwana waren im Paläolithikum längst verschwunden, aber die Metapher bezieht sich auf die Out-of-Africa-Theorie des anatomisch modernen Menschen, die Witzel als ursächlich für die Mythenverbreitung annimmt. Diese ging ihm zufolge mit den Wanderungsbewegungen des Menschen während des mittleren und jüngeren Paläolithikums, durch die auch die Verzweigung der Sprachfamilien erfolgte. Überformt worden seien diese Mythen durch neolithische Fruchtbarkeitskulte und durch Mythen, die im Zuge der frühen Staatsbildungen der Hochkulturen entstanden, sowie später durch Christentum, Judentum oder Buddhismus.
Der ältere gondwanische Mythenstrom habe sich ausgehend vom südlichen Afrika über Südasien und die Andamanen bis nach Papua, Australien und Tasmanien verbreitet; diesen Mythen fehlt die Kosmologie und die Vorstellung eines in die Weltläufe eingreifenden und von Menschen adressierbaren höchsten Wesens. Die Verbreitung des jüngeren laurasischen Mythensystems sei vermutlich von Afrika über Südwestasien bis nach Europa und Amerika erfolgt und decke sich etwa mit dem Verbreitungsbereich der (von vielen Forschern angenommenen) nostratischen Sprachfamilie und mit der Verbreitung der Haplotypen. Insbesondere in der Sahelzone habe es jedoch einen Austausch zwischen dem laurasischen und dem gondwanischen System in beiden Richtungen gegeben. Gemeinsam sei beiden Systemen die Vorstellung eines obersten, aber meist unsichtbaren Wesens, das die Menschen bestrafen kann, einer Flutkatastrophe und von Trickster-Figuren.
Witzels Heuristik ist kein Diffusions- oder Kulturkontaktmodell, sondern stellt eine genetische Kladistik analog zum Stammbaum der Sprachen oder zur Verbreitung der Mutationen der DNA dar. Die Mythen des alten Orients und Griechenlands sind in diesem Modell relativ junge regionale Entwicklungsformen, wobei die ursprünglich aus dem indoeuropäischen Mythenkomplex stammenden griechischen Mythen spätestens zur Zeit Homers in Ionien und zur Zeit Hesiods in Attika Elemente semitischer Mythen aufgenommen haben. Diese Mythen sind bereits an die Legitimationsbedürfnisse einer Aristokratie angepasst und spiegeln die Realitäten einer sesshaften, Landwirtschaft betreibenden Gesellschaft, die es so zur Zeit des Ursprungs der Mythen nicht gegeben hat.

## Historische Überschichtung von Mythen
Die Mehrheit der heutigen Wissenschaftler verneint weiträumige Diffusionsprozesse von Mythen und favorisiert psychologische Erklärungsmodelle ihrer Ähnlichkeit aufgrund universell-menschlicher Erfahrungen oder kognitiver Strukturen in der Tradition Adolf Bastians und Carl Gustav Jungs. Diese Ansätze kritisiert Witzel mit dem Argument, sie würden in „omnikomparatistischer“ Manier „anything in myth, anywhere and anytime“ mit „anything else“ vergleichen und dabei die historische Überschichtung von Mythen vernachlässigen. So müsse man z. B. aus den ältesten Mythen die neolithischen Hinzufügungen über den Ursprung von Agrikulturprodukten wie Reis und Mais oder über domestizierte Tiere eliminieren, um ihren Urzustand zu rekonstruieren. Anzeichen für solche späteren Überlagerungen seien „Mutationen“ des Mythos, also Innovationen, die sich nur in dessen jüngeren Versionen finden. Solche Innovationen stellen nicht nur die Fruchtbarkeitsmythen der neolithischen Bauernkulturen dar, sondern auch die Mythen der göttlichen Abstammung der Herrscherdynastien der frühen vorderasiatischen Hochkulturen, der Himmelsaufstieg der Herrscher oder die jüdischen, christlichen, hinduistischen und buddhistischen Mythen. So wurden im alten Ägypten die Mythen bei jedem Wechsel der religiösen Zentren quasi umgeschrieben. Chinesische Gottheiten wurden von späteren Dynastien historisiert, so dass aus dem Gott der Unterwelt der „Gelbe Kaiser“ Huangdi wurde. Der auf den Andamanen archäologisch um 3000 v. Chr. bezeugte Ur-Eber, der durch das Wühlen im Schlamm die Erde hervorbrachte, wurde im Hinduismus zur dritten Inkarnation Vishnus, dem Rieseneber Varaha, und aus dem Zwillingspaar Manu, dem Priester, und Yama, dem Todesgott, wurden in der römischen Legende Romulus und Remus. Zu Überlagerungen kam es etwa bei Übernahme fremder Schriftsysteme (so in Japan durch Übernahme der chinesischen Schriftzeichen).
Ein Beispiel für die historische Überschichtung mündlich überlieferter Mythen sind die der Irokesen, die zu verschiedenen Zeiten von europäischen Beobachtern aufgezeichnet wurden. Im irokesischen Schöpfungs- und Kulturschaffungsmythos spielen die beiden Enkel der Erdmutter, der Himmelsträger Teharonhiawagon („der den Mais bringt“) und der erfolgreiche Jäger Tawiskaron („Feuerstein“) eine wichtige Rolle. Der Sieg des Bodenbaus nach 1400 förderte das Bevölkerungswachstum und damit das Konfliktpotenzial unter den irokesischen Stämmen. Der Mythos berichtet, dass der Himmelsträger ihnen zwar verschiedene Pflanzen zum Anbau überließ, um durch den Zwang zum Austausch den Frieden unter ihnen zu sichern. Sein Gegenspieler brachte aber Hass und Neid in die Welt und wird in den frühen Versionen des Mythos von seinem ackerbauenden Bruder getötet (siehe auch die Geschichte von Kain und Abel). In den seit dem 17. Jahrhundert überlieferten Versionen ergreift die Erdmutter jedoch Partei für Feuerstein. Das hängt mit der Verdrängung einiger Stämme aus ihren Siedlungsgebieten und ihrem Übergang zur Pelzjagd zusammen. Seit dem 18. Jahrhundert finden sich im Mythos sogar Erklärungen für den Ursprung weißer und schwarzer Amerikaner. Selbst die Schöpfungsgeschichte wird also den historischen Veränderungen flexibel angepasst, was bei schriftlich fixierten Mythen schwieriger ist. Die Bruderkriege werden schließlich durch die missionarische Überzeugungsarbeit des Handsome Lake, einer Inkarnation des Himmelsträgers, beendet, wodurch die historische Realität der Neuzeit lückenlos an den Mythos anschließt.
In der Neuzeit überlagern auch Vorstellungen neureligiöser Heilsbewegungen wie z. B. die Cargo-Kulte die alten Mythen. Hinzu kommen Verzerrungen etwa durch Missionare, die die Mythen schriftloser Völker aufzeichneten und ihren eigenen Vorstellungen entsprechend glätteten, wie dies die Spanier mit den Mythen der Inka und Azteken taten. Die Vorstellung von Trollen, die mit riesenhafter Gewalt ausgestattet waren, wurde durch die Christianisierung und vor allem die Reformation in Skandinavien überlagert; seit etwa 1600 stellt man sich die Trolle im Volksglauben meist in verzwergter Form vor.

## Zeitgenössische Mythen
Es gibt keine historische Notwendigkeit, dass Mythen dauerhaft durch eine rationale Weltsicht verdrängt werden. Eine solche Annahme prägte zwar die zweite Hälfte des 19. Jahrhunderts, erfuhr jedoch im 20. Jahrhundert keine Bestätigung. Neueren Datums sind politische Mythen, die politische Systeme oder scheinbar zwangsläufige gesellschaftliche Entwicklungen legitimieren (z. B. der US-amerikanische Mythos vom Melting pot, der nicht die verschiedenen nationalen Traditionen der Zuwanderer, sondern die gemeinsame Zukunft in den Fokus stellt) oder Menschen für Ziele autoritärer oder totalitärer Regime mobilisieren sollen (z. B. der Mythos von Langemarck oder Alfred Rosenbergs Buch „Der Mythus des 20. Jahrhunderts“, das beansprucht, Mythen des katholischen und protestantischen Christentums zu entzaubern, aber einen neuen Rassemythos propagiert).
Heutige Mythen, die im Sinne von Roland Barthes Natur und Geschichte verwechseln oder Alltägliches vergöttern, sind in der Regel nicht mehr religiös legitimiert. Sie beruhen auf nicht (mehr) verifizierbaren kollektiven Erinnerungen: auf einem Cocktail aus Erzählungen von Bekannten, Darstellungen im Film und in anderen Medien, Überlieferungen und/oder kollektiven Erlebnissen, an die man sich verklärend erinnert. In Form von kollektiven Irrtümern können Mythen sozialen Zusammenhalt erzeugen und Herrschaft sichern, aber auch Subkulturen und Untergrundbewegungen legitimieren.
So hat sich die dominante Rolle des Mythos in der Sinngebung des Alltags nicht völlig verflüchtigt, sondern ausdifferenziert in ein Syndrom von Sinnbildungsverfahren wie die wirkmächtigen Erzähl- und Bildformen der Populärkultur, die Metaphern der Ökonomie und Politik, neue zeremonielle und rituelle Praktiken des Alltags und eine neue Semiotik der sozialen Interaktion, in der mit vielem, was rational endgültig nicht zu klären ist, pragmatisch umgegangen wird.
Im allgemeinsten Sinn kann ein moderner Mythos nach dieser Vorstellung ein Begriff oder Konzept (z. B. „Jugend“), ein Erklärungsmuster, ein Produkt mit großer öffentlicher Ausstrahlung, ein Ereignis, eine soziale Bewegung, eine legendenumwobene Person oder eine Kunstfigur der Popkultur wie James Bond sein. Entsprechende Personen werden auch als Stars bezeichnet, entsprechende Gegenstände als Kultobjekte, entsprechende herausragende, im Gedächtnis verankerte Bilder als Medienikonen, entsprechende Ereignisse auch als „Ereignisse von Kultstatus“.
Die Stars, die im Film übermenschliche Eigenschaften zeigen, bekommt man nie persönlich, sondern nur in abgeschlossenen (Kino-)„Tempeln“ zu Gesicht. Darin gleichen sie trotz oder gerade wegen ihrer Fehler den Göttern, aber auch ihre Fallhöhe bei Skandalen ist gewaltig. Diese Vorstellung ist vor allem im angelsächsischen Raum zu beobachten, wenn dort etwa vom Mythos Marilyn Monroe die Rede ist. Ein erzählerischer „Mythos“ ist dagegen das Aufstiegsszenario vom Tellerwäscher zum Millionär.
Eng verwandt mit Mythen sind moderne Sagen (Urban Legends), Hoax sowie auch Verschwörungstheorien. Sie werden meist zu einem bestimmten politischen, psychischen oder sozialen Zweck konzipiert und tradiert. Während Legenden ursprünglich den (im Lauf der Erzähltradition modifizierten) Lebenslauf eines/einer Heiligen zum Kern haben, ist eine Sage „eine volksläufige, zunächst auf mündlicher Überlieferung beruhende kurze Erzählung objektiv unwahrer, oft ins Übersinnlich-Wunderbare greifender, phantastischer Ereignisse, die jedoch als Wahrheitsbericht gemeint sind und den Glauben der Zuhörer ernsthaft voraussetzen“. (Gero von Wilpert)

## Missbrauch und Kritik
Im Zeitalter der Renaissance und des Barock wurden zahlreiche antike Mythen wiederentdeckt; ihre Aufwertung und Integration in die Feste der höfischen Kultur ist ein Merkmal des heraufziehenden Absolutismus, der seine (oft sogar fiktiven genealogischen) Wurzeln und seine Legitimation im klassischen heroischen Zeitalter suchte.
Die Oper nahm sich seit ihrer Entstehung um 1600 vorzugsweise antike mythische (aber auch historische) Stoffe zur Grundlage; ihr gelang es, die emotionale Intensität der Rezitation der Mythen erheblich zu steigern. Allein etwa 70 Opern aus der Zeit von 1600 bis 2005 behandeln den Orpheus-Mythos. Orpheus und andere waren beliebte Identifikationsfiguren, die je nach Bedürfnis der Auftraggeber düstere, freundliche oder dramatische Effekte auf der Bühne hervorbringen konnten. Seit dem späten 18. Jahrhundert und dem Heraufkommen des Bürgertums, das nach neuen Identifikationsfiguren suchte, verblasste der Nachruhm der antiken Heroen. Richard Wagners Opernzyklus Der Ring des Nibelungen (1851–1874) war ein Versuch, den „Mythos“ zu modernisieren, was von Nietzsche zunächst enthusiastisch begrüßt, dann schroff abgelehnt wurde. Die Neukonstruktion autoritärer und nationalistischer Mythen durch die nationalromantischen Bewegungen vieler Nationen in Form von Nationalepen seit dem 19. Jahrhundert zog zahlreiche Möglichkeiten des Missbrauchs nach sich.
Die Vorliebe für germanische Mythologie, die sich am Ende des 19. Jahrhunderts entwickelte, gipfelte im Nationalsozialismus. Der Ideologe Alfred Rosenberg schrieb 1930 Der Mythus des 20. Jahrhunderts, ein Werk, mit dem er sich gegen das Christentum richtete und das weite Verbreitung fand. Die Blut-und-Boden-Ideologie, nach Michel Foucault,

„[…] verband sich mit einem träumerischen Schwärmen von einem höheren Blut, das sowohl den systematischen Völkermord an anderen wie auch die Bereitschaft zur totalen Selbstaufopferung einschloss. Und die Geschichte hat es gewollt, daß die hitlerische Sexualpolitik eine lächerliche Episode geblieben ist, während sich der Mythos vom Blut in das größte Massaker verwandelte, dessen sich die Menschen bis heute erinnern können“

Kritisch sieht Eric Voegelin aus der Perspektive des Emigranten die „politischen Religionen“ und „politischen Mythen“, mit denen er sich in seinem monumentalen Werk Order and History (5 Bde.) auseinandersetzt. Er untersucht den Zusammenhang zwischen Mythos und politischen Ordnungssystemen von den klassischen Mythen (Mesopotamien, Ägypten, Griechenland) über das Judentum und Christentum bis hin zu den modernen politischen Mythen des Totalitarismus auseinander.
Auch in modernen Demokratien erleben politische Mythen in Krisenzeiten und Umbruchphasen sowie bei Identitäts- und Legitimationsdefiziten immer wieder eine Konjunktur. So erfuhr der amerikanische Frontier-Mythos unter der Regierung von George W. Bush in den USA eine Renaissance. Frederick Jackson Turner veröffentlichte 1893 seine Frontier-These, in der er den Erfolg des Modells der Vereinigten Staaten mit den Erfahrungen aus der Eroberung des Westens verknüpfte. Dieser These zufolge formte sich die amerikanische Identität an der Grenze zwischen den zivilisierten Siedlungen der Europäer und der „Wildnis“. Die Träger dieser amerikanischen Identität haben Jackson zufolge das Selbstbewusstsein aus der Zähmung der „Wilden“ vereint mit deren Stärke.
Auch die Entmythologisierung durch Aufklärung kann scheitern, wenn die Aufklärung selbst zum Mythos wird. Max Horkheimer und Theodor W. Adorno behandelten in ihrer Dialektik der Aufklärung (1944) das „Scheitern der Aufklärung“ im Nationalsozialismus. „Mythen wie magische Riten meinen nach ihrer Meinung die sich wiederholende Natur. Sie ist der Kern des Symbolischen; ein Sein oder ein Vorgang, der als ewig vorgestellt wird, weil er im Vollzug des Symbols stets wieder Ereignis werden soll.“ Mit dem Versuch, die Natur zu beherrschen, wird ihrer Auffassung nach der einst mythische Zugang zur Welt seit der Aufklärung rational gemacht. Als „Herrschaft“ aber schlage Aufklärung selbst in Mythos zurück, in den „Positivismus“ einer Affirmation des Bestehenden.
Seit diesem „Scheitern“ stehen die Mythen der Moderne wie Fortschritt und Nationalismus verstärkt in der Kritik. Ernst Cassirer, Georges Sorel oder Elias Canetti brachten kritische Begriffe wie „Mythos des Staates“, Geschichtsmythos, politischer Mythos ins Gespräch.
Christliche Vorbehalte gegenüber dem neuzeitlichen Mythosbegriff hat der Literaturwissenschaftler René Girard mit seiner These erneuert, dass der Mythos dazu diene, die Gewalt von Opferritualen zu verschleiern (La Violence et le sacré, 1972). Die Wurzel des Opfers sei die Jagd, eine ursprüngliche Ausdrucksform der Aggression.
Eine Neufassung hat die Mythenkritik im 20. Jahrhundert durch Roland Barthes erfahren. Anlass für seine Untersuchungen war

„[…] Meistens ein Gefühl der Ungeduld angesichts der ‚Natürlichkeit‘, die der Wirklichkeit von der Presse oder der Kunst unaufhörlich verliehen wurde, einer Wirklichkeit, die, wenn sie auch die von uns gelebte ist, doch nicht minder geschichtlich ist. Ich litt also darunter, sehen zu müssen, wie ‚Natur‘ und ‚Geschichte‘ ständig miteinander verwechselt werden.“

Nach Barthes ist es eine wesentliche Funktion des Mythos – wie beispielsweise die conditio humana des klassischen Humanismus –, an Stelle der Geschichte der Dinge, eine sich vorgestellte „Natur“ zu stellen. Derart „wird der Mythos durch den Verlust der historischen Eigenschaft der Dinge bestimmt. Die Dinge verlieren in ihm die Erinnerung an ihre Herstellung.“ Dahinter verberge sich ein „ideologischer Missbrauch“, dem er in seinen Mythen des Alltags nachging.
Die moderne Werbewirtschaft macht sich aus kommerziellen Gründen die Mythologisierung von Produkten zunutze, so beispielsweise in den neuen Mythen von der „ewigen Jugend“ oder dem „Genuss ohne Reue“. Damit wird ein Effekt verstärkt, der unter Kritikern als elementarer Bestandteil des Kapitalismus gesehen wird: das Phänomen des Warenfetischismus.

## Zitate
„‚Mythen‘ – man erschrecke nicht vor diesem Worte – sind Göttergeschichten, im Unterschiede von den Sagen, deren handelnde Personen Menschen sind.“

„Nur solches Denken ist hart genug, die Mythen zu zerbrechen, das sich selbst Gewalt antut.“

„Mythos ist immer als das Ergebnis einer unbewussten Tätigkeit und als ein freies Produkt der Einbildungskraft bezeichnet worden.“

„Jeder Mythos erzählt, wie eine Realität entstand, sei es nun die totale Realität, der Kosmos oder nur ein Teil davon: Eine Insel, eine Pflanzenart, eine menschliche Einrichtung.“

„Der Mythos verbirgt nichts und stellt nichts zur Schau. Er deformiert. Der Mythos ist weder eine Lüge noch ein Geständnis. Er ist eine Abwandlung.“

„Mythen sind Geschichten von hochgradiger Beständigkeit ihres narrativen Kerns und ebenso ausgeprägter marginaler Variationsfähigkeit.“